# Bagnols-sur-Cèze
Pour les articles homonymes, voir Bagnols.
Bagnols-sur-Cèze est une commune française située dans le nord-est du département du Gard, en région Occitanie.
Exposée à un climat méditerranéen, elle est drainée par la Cèze et par divers autres petits cours d'eau. La commune possède un patrimoine naturel remarquable : un site Natura 2000 (« la Cèze et ses gorges ») et trois zones naturelles d'intérêt écologique, faunistique et floristique.
Bagnols-sur-Cèze est une commune urbaine qui compte 18 124 habitants en 2022. Elle est ville-centre de l'agglomération de Bagnols-sur-Cèze et fait partie de l'aire d'attraction de Bagnols-sur-Cèze. Ses habitants sont appelés les Bagnolais ou  Bagnolaises.

## Géographie

### Localisation
Bagnols-sur-Cèze se trouve en Languedoc, aux portes de la Provence, à une soixantaine de kilomètres à l'est des Cévennes.
Bagnols-sur-Cèze se trouve au nord-est du département du Gard, à l'extrémité orientale de l'Occitanie, près de la limite avec Provence-Alpes-Côte d’Azur, non loin de la limite avec Auvergne-Rhône-Alpes.
Les villes de plus de 20 000 habitants les plus proches sont Avignon (une trentaine de kilomètres au sud), Nîmes (une cinquantaine de kilomètres au sud-ouest), Alès (une soixantaine de km à l'ouest) et Montélimar (une cinquantaine de km au nord). Orange se trouve en position symétrique[C'est-à-dire ?] de Bagnols par rapport au Rhône, à une vingtaine de kilomètres, mais seuls des axes secondaires relient ces deux villes.

### Communes limitrophes
Les communes limitrophes sont Chusclan, Laudun-l'Ardoise, Orsan, Sabran, Saint-Gervais, Saint-Nazaire, Tresques et Vénéjan.
| Saint-Gervais | Saint-Nazaire              | Vénéjan  |
| Sabran        | Bagnols-sur-Cèze           | Chusclan |
|               | Tresques, Laudun-l'Ardoise | Orsan    |

### Hydrographie
Bagnols-sur-Cèze se trouve dans le Midi méditerranéen, dans la basse vallée du Rhône, au bord de la Cèze, affluent de la rive droite du Rhône, à quelques kilomètres du confluent de cette rivière et de ce fleuve.

### Relief
À l'ère primaire (Paléozoïque) et à l'ère secondaire (Mésozoïque), la région de Bagnols est occupée par une mer, plus précisément un golfe de l'ancienne mer que les géologues appellent Téthys ou Mésogée. Durant cette période, des sédiments marins se déposent. Au cours de l'ère secondaire, du barrémien à la fin du crétacé moyen, des plissements est-ouest parallèles à l'actuelle chaîne des Pyrénées déforment la région : Bagnols se retrouve sur la côte ouest d'une mer peu profonde, la fosse vocontienne, où vont se déposer durant le crétacé supérieur des grès et des sables. Il s'agit notamment des sables du turonien supérieur qui forment de grandes étendues autour de Bagnols : sommet de la colline de l'Ancise et du plateau des Masses, par exemple.
Au début de l'ère tertiaire, la mer se retire complètement de la région de Bagnols. Durant cette période continentale, la région subit les conséquences de l'orogénèse pyrénéenne et alpine :
- plissements est-ouest à l'éocène, lors de la phase majeure de l'orogénèse pyrénéenne, qui se traduit par la formation d'un anticlinal à l'emplacement de l'actuelle vallée de la Cèze ;
- cisaillement par des failles NE-SW à l'oligocène lors de la première phase du plissement alpin ;
- remise en jeu des anciennes failles au miocène lors du paroxysme du plissement alpin, se traduisant par le soulèvement des plateaux (ex. : dent de Signac) et l'effondrement de l'anticlinal de la Cèze, naissance d'un cours d'eau la "paléocèze".

Enfin, toujours au Miocène, pendant 200 000 ans environ, creusement d'une ria de la Cèze et d'une ria du Rhône. Ce phénomène est la conséquence de la fermeture et d'un abaissement du niveau de la mer Méditerranée.
À la fin du tertiaire, au Pliocène, la mer revient une dernière fois dans la région, elle remplit la ria de la Cèze et y dépose des sédiments, avant de se retirer définitivement.
Au quaternaire, tandis que l'humanité vit ses premiers millions d'années, l'érosion achève de donner ses formes actuelles au relief de la région de Bagnols. Durant les périodes de glaciation, le niveau de la mer baisse et la Cèze creuse, en période interglaciaire, le niveau de la mer remonte et au contraire la Cèze comble son lit d'alluvions. C'est ainsi que se forment les terrasses alluviales de la basse vallée de la Cèze. Actuellement, la Cèze continue de creuser…

### Climat
Pour des articles plus généraux, voir Climat de l'Occitanie et Climat du Gard.
En 2010, le climat de la commune est de type climat méditerranéen altéré, selon une étude s'appuyant sur une série de données couvrant la période 1971-2000. En 2020, Météo-France publie une typologie des climats de la France métropolitaine dans laquelle la commune est exposée à un climat méditerranéen et est dans la région climatique Provence, Languedoc-Roussillon, caractérisée par une pluviométrie faible en été, un très bon ensoleillement (2 600 h/an), un été chaud (21,5 °C), un air très sec en été, sec en toutes saisons, des vents forts (fréquence de 40 à 50 % de vents > 5 m/s) et peu de brouillards.
Pour la période 1971-2000, la température annuelle moyenne est de 14 °C, avec une amplitude thermique annuelle de 18,3 °C. Le cumul annuel moyen de précipitations est de 795 mm, avec 5,9 jours de précipitations en janvier et 3,1 jours en juillet. Pour la période 1991-2020, la température moyenne annuelle observée sur la station météorologique la plus proche, située sur la commune de Chusclan à 5 km à vol d'oiseau, est de 15,3 °C et le cumul annuel moyen de précipitations est de 750,2 mm,. Pour l'avenir, les paramètres climatiques de la commune estimés pour 2050 selon différents scénarios d'émission de gaz à effet de serre sont consultables sur un site dédié publié par Météo-France en novembre 2022.

### Voies de communication et transports
Bagnols-sur-Cèze est située sur la ligne de chemin de fer de Givors (Lyon) à Nîmes par la rive droite du Rhône. Cette ligne, principalement destinée au trafic marchandises, accueille depuis août 2022 des trains de voyageurs TER entre Pont-Saint-Esprit, Avignon et Nîmes. Ces trains desservent la gare de Bagnols-sur-Cèze.
La ville est également desservie par plusieurs lignes d’autocar du réseau LIO Occitanie.
Elle dispose également de deux lignes d’autobus urbain (navettes gratuites).
Bagnols-sur-Cèze est également un nœud routier important au carrefour des RN 86 et 580.

### Milieux naturels et biodiversité

#### Réseau Natura 2000

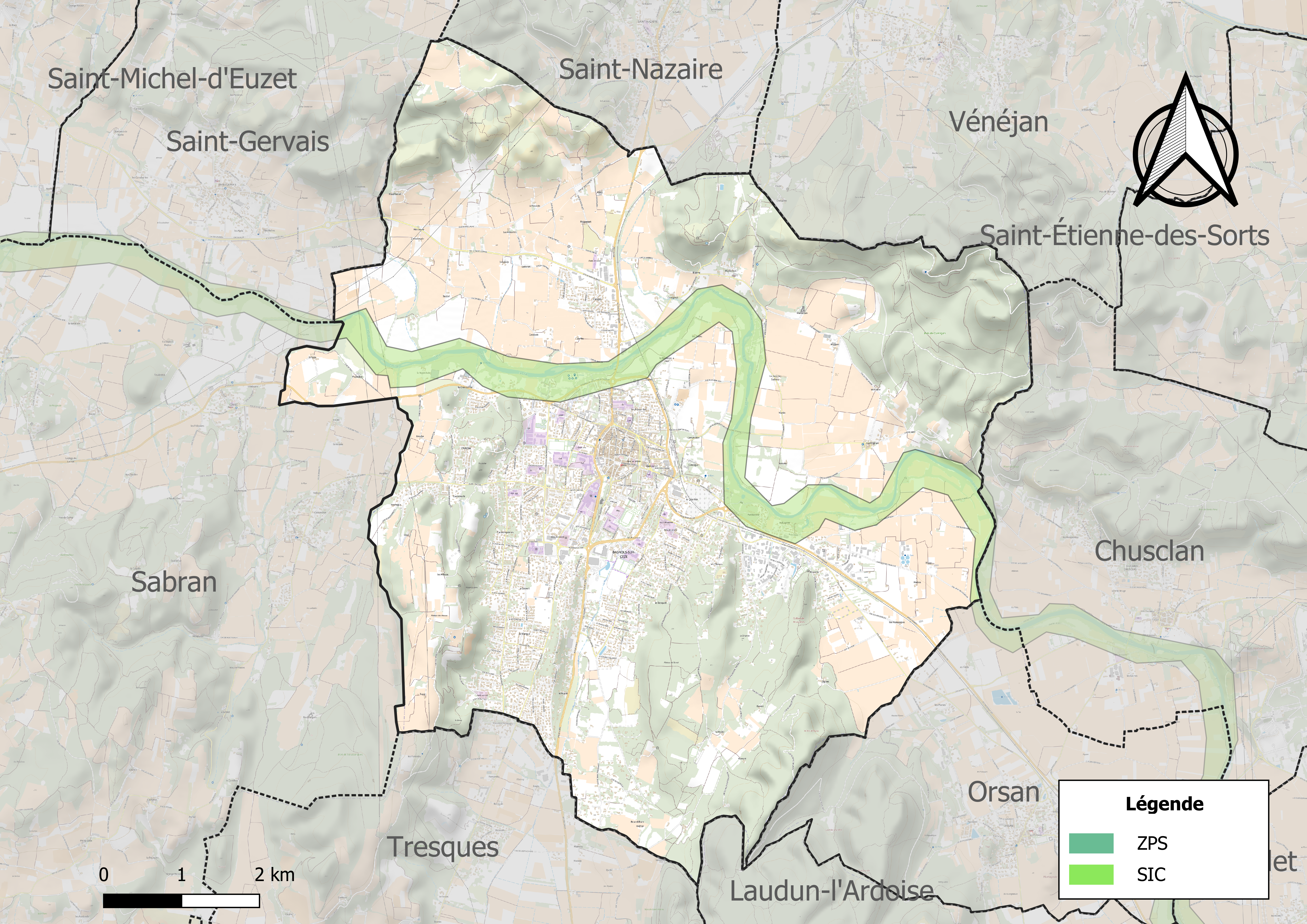
Site Natura 2000 sur le territoire communal.

Le réseau Natura 2000 est un réseau écologique européen de sites naturels d'intérêt écologique élaboré à partir des directives habitats et oiseaux, constitué de zones spéciales de conservation (ZSC) et de zones de protection spéciale (ZPS).
Un site Natura 2000 a été défini sur la commune au titre de la directive habitats : « la Cèze et ses gorges », d'une superficie de 3 550 ha, un territoire dont les principaux habitats naturels sont des formations méditerranéennes (Asplenion, Quercion ilicis) dans les gorges, avec notamment des descentes remarquables d'espèces montagnardes.

#### Zones naturelles d'intérêt écologique, faunistique et floristique
L’inventaire des zones naturelles d'intérêt écologique, faunistique et floristique (ZNIEFF) a pour objectif de réaliser une couverture des zones les plus intéressantes sur le plan écologique, essentiellement dans la perspective d’améliorer la connaissance du patrimoine naturel national et de fournir aux différents décideurs un outil d’aide à la prise en compte de l’environnement dans l’aménagement du territoire.
Une ZNIEFF de type 1 est recensée sur la commune :
la « rivière de la Cèze entre Bagnols-sur-Cèze et Chusclan » (97 ha), couvrant 3 communes du département et deux ZNIEFF de type 2, : 
- le « massif du Bagnolais » (7 716 ha), couvrant 18 communes du département[13] ;
- la « vallée aval de la Cèze » (532 ha), couvrant 14 communes du département[14].

Carte des ZNIEFF de type 1 et 2 à Bagnols-sur-Cèze.
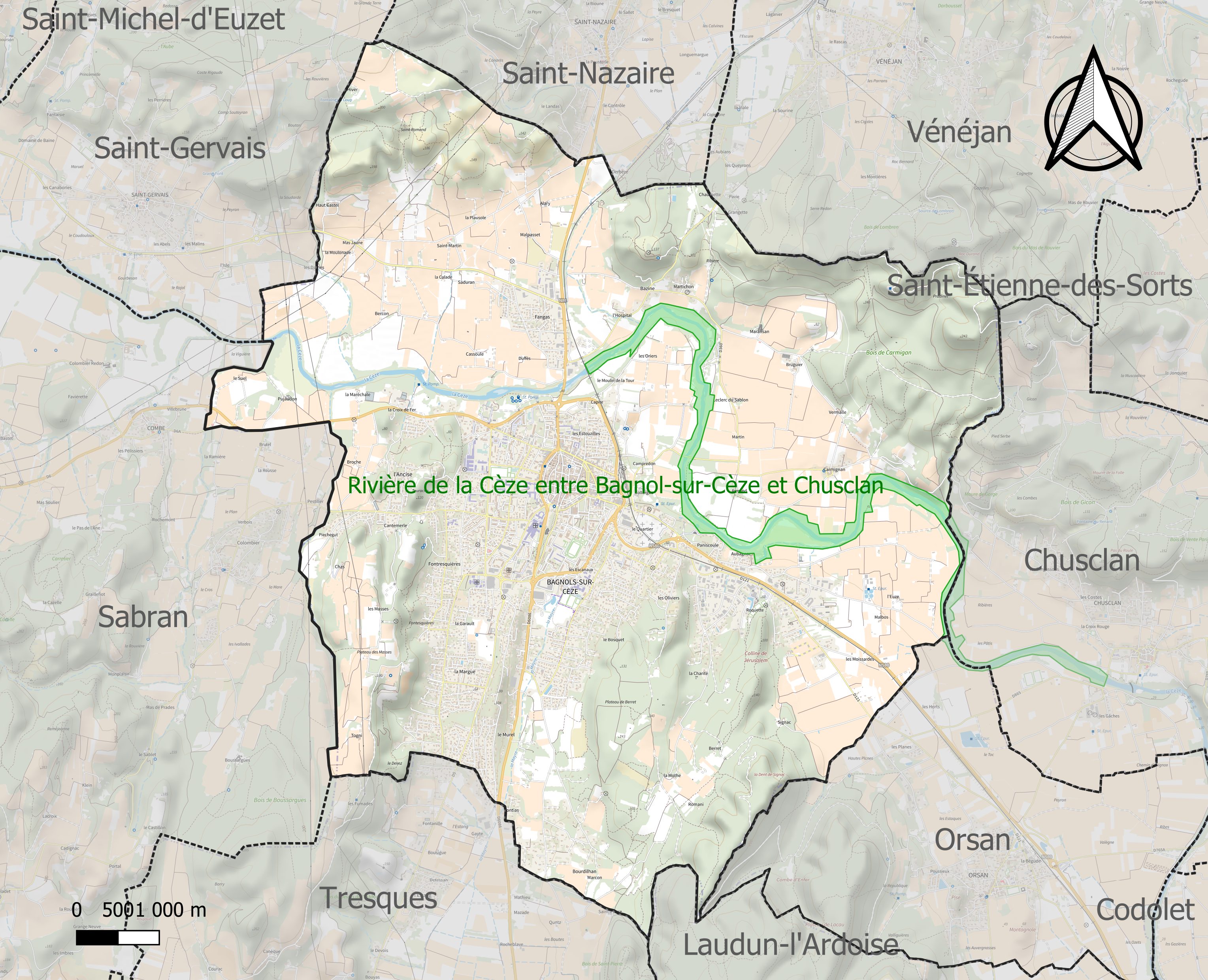
Carte de la ZNIEFF de type 1 sur la commune.
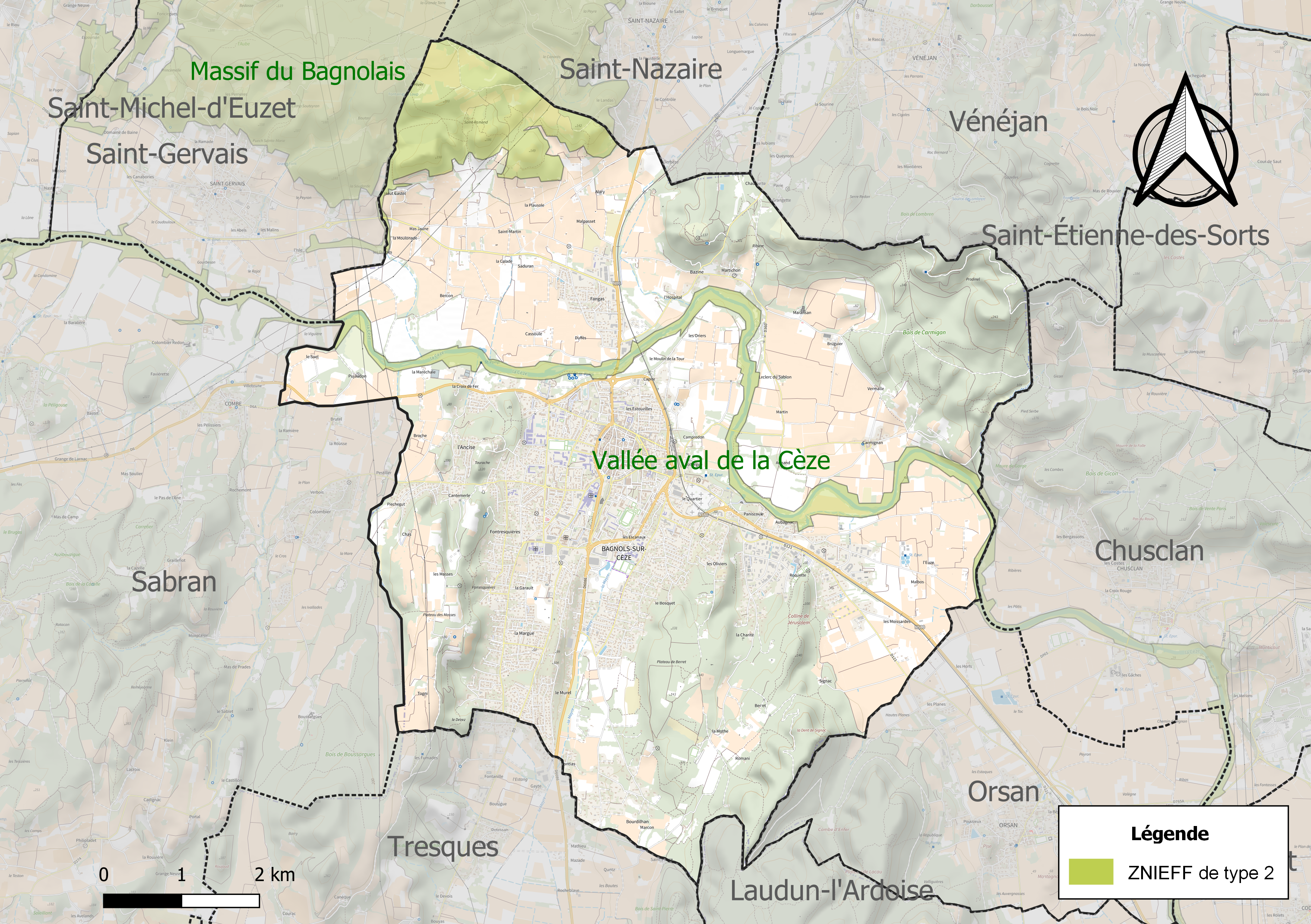
Carte des ZNIEFF de type 2 sur la commune.

## Urbanisme

### Typologie
Au 1er janvier 2024, Bagnols-sur-Cèze est catégorisée centre urbain intermédiaire, selon la nouvelle grille communale de densité à sept niveaux définie par l'Insee en 2022.
Elle appartient à l'unité urbaine de Bagnols-sur-Cèze, une agglomération intra-départementale regroupant cinq  communes, dont elle est ville-centre,,. Par ailleurs la commune fait partie de l'aire d'attraction de Bagnols-sur-Cèze, dont elle est la commune-centre,. Cette aire, qui regroupe 30 communes, est catégorisée dans les aires de moins de 50 000 habitants,.

### Occupation des sols
L'occupation des sols de la commune, telle qu'elle ressort de la base de données européenne d’occupation biophysique des sols Corine Land Cover (CLC), est marquée par l'importance des territoires agricoles (48,4 % en 2018), en diminution par rapport à 1990 (50,8 %). La répartition détaillée en 2018 est la suivante : 
cultures permanentes (39 %), forêts (27,3 %), zones urbanisées (18,8 %), zones agricoles hétérogènes (9,4 %), zones industrielles ou commerciales et réseaux de communication (3,4 %), milieux à végétation arbustive et/ou herbacée (2,1 %). L'évolution de l’occupation des sols de la commune et de ses infrastructures peut être observée sur les différentes représentations cartographiques du territoire : la carte de Cassini (XVIIIe siècle), la carte d'état-major (1820-1866) et les cartes ou photos aériennes de l'IGN pour la période actuelle (1950 à aujourd'hui).

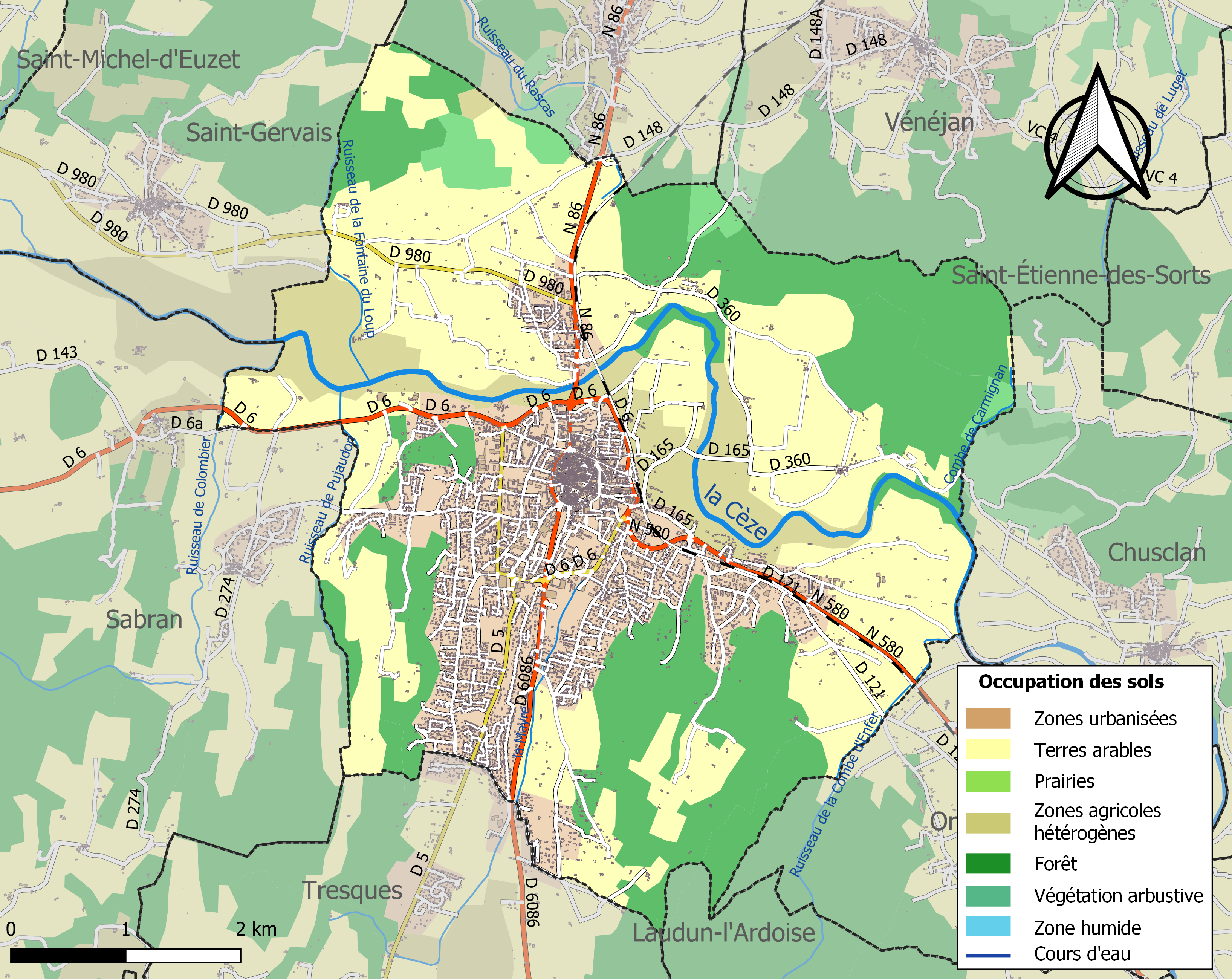
Carte des infrastructures et de l'occupation des sols de la commune en 2018 (CLC).

### Morphologie urbaine

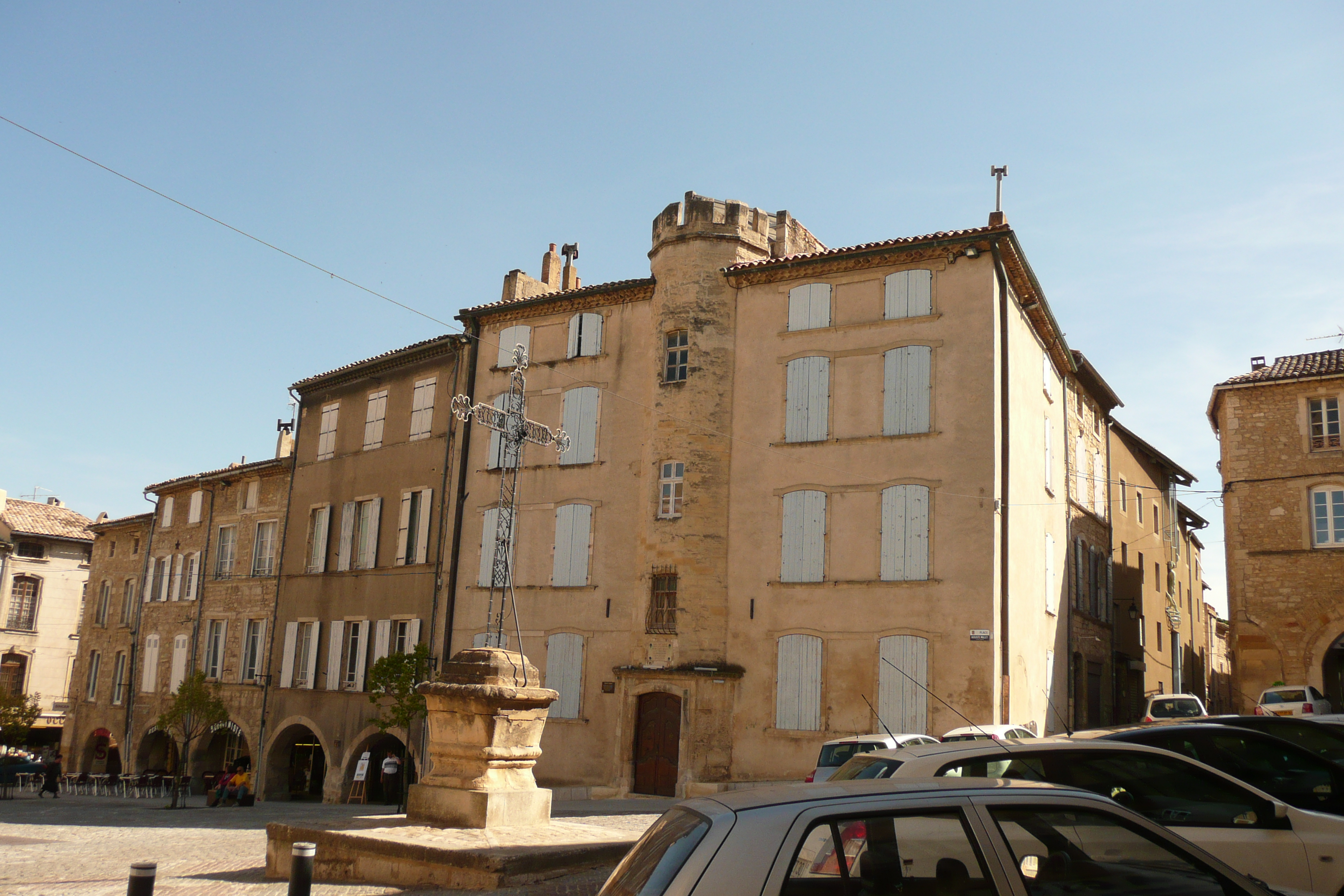
La place Mallet, au centre-ville.

Le paysage urbain de la ville est un mélange assez équilibré de plusieurs époques, avec comme dominantes les siècles classiques, les Trente Glorieuses et les lotissements récents.
La ville a préservé son vieux centre historique aux beaux hôtels particuliers et façades de l'époque classique, aujourd'hui en partie piétonnier. Les grands ensembles construits dans les vingt années qui ont suivi la création de Marcoule encadrent la vieille ville sans l'étouffer, et certaines de ces tours et de ces barres ont un intérêt architectural indéniable (le quartier des Escanaux, œuvre de Georges Candilis Alexis Josic et Shadrach Woods). Depuis les années 1970, l'extension de l'espace urbain prend la forme de lotissements pavillonnaires (quartiers de l'Ancyse, du chemin Lagaraud, du Bosquet…). Depuis les années 1980, des zones commerciales se développent aux entrées de la ville, tandis qu'une zone industrielle s'étend sur la route d'Avignon (quartiers de Berret et de l'Euze). Un quartier prioritaire réunit Escanaux, Coronelle, Citadelle et Vigan Braquet, pour 3 463 habitants en 2018.
Aux formes urbaines se mêlent des éléments naturels et agricoles, presque toujours visibles à l'horizon. Une partie importante de la commune conserve en effet un milieu agricole et naturel. Des collines revêtues de garrigues cernent la ville, tandis que le vignoble et les cultures maraîchères occupent encore une grande partie du territoire communal.

### Risques majeurs
Le territoire de la commune de Bagnols-sur-Cèze est vulnérable à différents aléas naturels : météorologiques (tempête, orage, neige, grand froid, canicule ou sécheresse), inondations, feux de forêts, mouvements de terrains et séisme (sismicité modérée). Il est également exposé à trois risques technologiques,  le transport de matières dangereuses et la rupture d'un barrage et le risque nucléaire. Un site publié par le BRGM permet d'évaluer simplement et rapidement les risques d'un bien localisé soit par son adresse soit par le numéro de sa parcelle.

#### Risques naturels
La commune fait partie du territoire à risques importants d'inondation (TRI) d'Avignon – plaine du Tricastin – Basse vallée de la Durance, regroupant 90 communes du bassin de vie d'Avignon, Orange et de la basse vallée de la Durance, un des 31 TRI qui ont été arrêtés fin 2012 sur le bassin Rhône-Méditerranée. Il a été retenu au regard des risques de débordements du Rhône, de la Durance, de la Cèze, du Lez (84), de l'Ardèche, de l'Eygues, du Rieu (Foyro), de la Meyne, de l'Ouvèze, des Sorgues, des rivières du Sud-Ouest du mont Ventoux, de la Nesque, du Calavon et de l'Èze. Les crues récentes significatives sont celles d'octobre 1993 (Rhône-Lez), de janvier et novembre 1994 (Rhône, Durance, Calavon, Ouvèze), de décembre 1997, de  novembre 2000, de mai 2008 (Durance), de décembre 2003 (Rhône, Calavon), de septembre 1992 (Ouvèze), de septembre 2002 et de 2003 (Aygue, Rieu Foyro), de septembre 1958, de septembre 1992 (Ardèche), de septembre 1993 (Èze). Des cartes des surfaces inondables ont été établies pour trois scénarios : fréquent (crue de temps de retour de 10 ans à 30 ans), moyen (temps de retour de 100 ans à 300 ans) et extrême (temps de retour de l'ordre de 1 000 ans, qui met en défaut tout système de protection),. La commune a été reconnue en état de catastrophe naturelle au titre des dommages causés par les inondations et coulées de boue survenues en 1982, 1983, 1990, 1992, 1993, 1994, 1995, 1996, 1997, 1998, 2002, 2003, 2011, 2014 et 2015,.

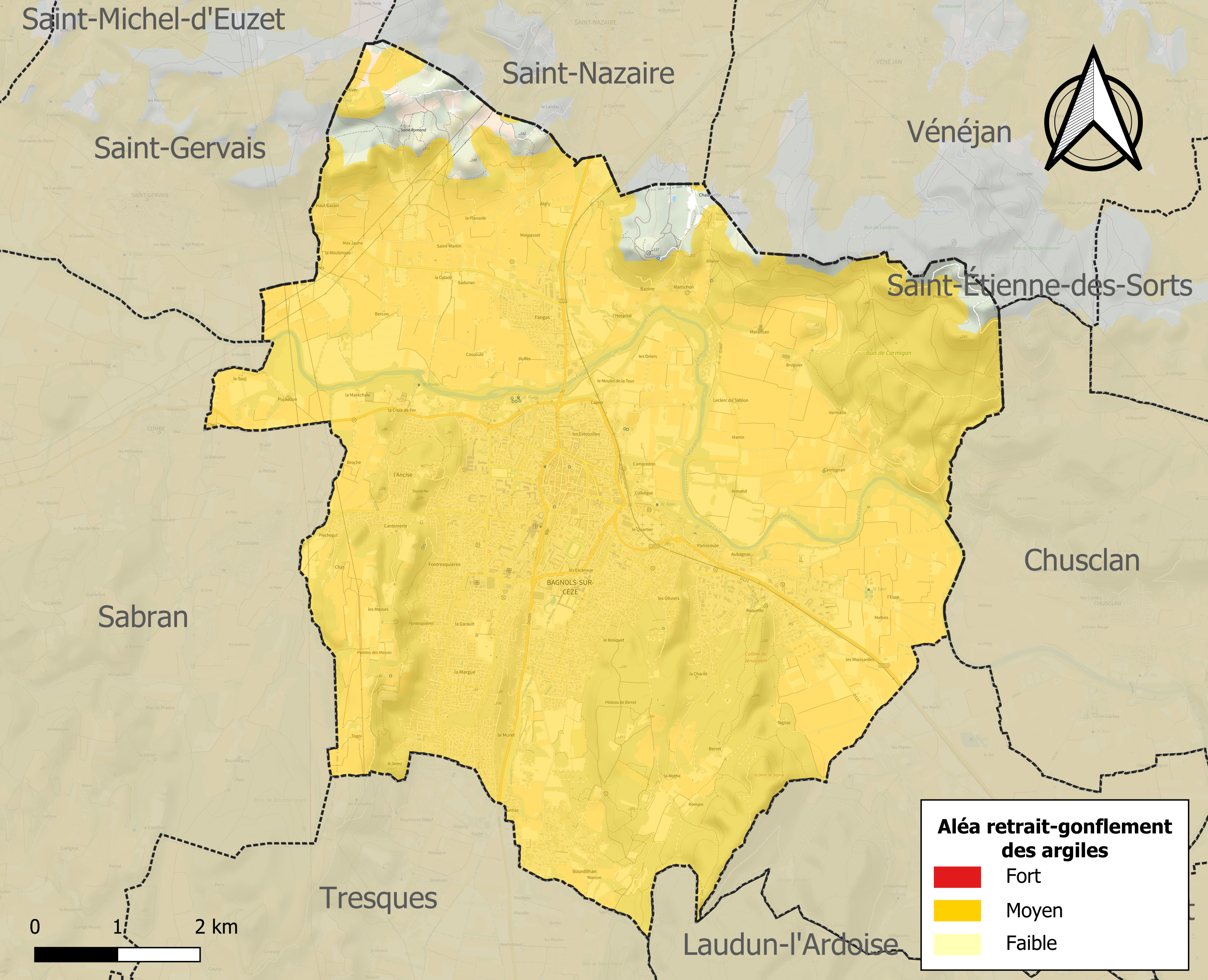
Carte des zones d'aléa retrait-gonflement des sols argileux de Bagnols-sur-Cèze.

La commune est vulnérable au risque de mouvements de terrains constitué principalement du retrait-gonflement des sols argileux. Cet aléa est susceptible d'engendrer des dommages importants aux bâtiments en cas d’alternance de périodes de sécheresse et de pluie. 95,2 % de la superficie communale est en aléa moyen ou fort (67,5 % au niveau départemental et 48,5 % au niveau national). Sur les 4 129 bâtiments dénombrés sur la commune en 2019, 4128 sont en aléa moyen ou fort, soit 100 %, à comparer aux 90 % au niveau départemental et 54 % au niveau national. Une cartographie de l'exposition du territoire national au retrait gonflement des sols argileux est disponible sur le site du BRGM,.
Par ailleurs, afin de mieux appréhender le risque d’affaissement de terrain, l'inventaire national des cavités souterraines permet de localiser celles situées sur la commune.
Concernant les mouvements de terrains, la commune a été reconnue en état de catastrophe naturelle au titre des dommages causés par la sécheresse en 1989, 1998 et 2017 et par des mouvements de terrain en 1983.

#### Risques technologiques
Le risque de transport de matières dangereuses sur la commune est lié à sa traversée par des infrastructures routières ou ferroviaires importantes ou la présence d'une canalisation de transport d'hydrocarbures. Un accident se produisant sur de telles infrastructures est en effet susceptible d’avoir des effets graves au bâti ou aux personnes jusqu’à 350 m, selon la nature du matériau transporté. Des dispositions d’urbanisme peuvent être préconisées en conséquence.
La commune est en outre située en aval du barrage de Sénéchas, un ouvrage de classe A doté d'un PPI. À ce titre elle est susceptible d’être touchée par l’onde de submersion consécutive à la rupture de cet ouvrage.
En cas d’accident grave, certaines installations nucléaires sont susceptibles de rejeter dans l’atmosphère de l’iode radioactif. La commune étant située dans le périmètre de sûreté autour de la centrale nucléaire de Tricastin et du site nucléaire de Marcoule, elle est exposée au risque nucléaire. À ce titre les habitants de la commune ont bénéficié, à titre préventif, d'une distribution de comprimés d’iode stable dont l’ingestion avant rejet radioactif permet de pallier les effets sur la thyroïde d’une exposition à de l’iode radioactif. En cas d'incident ou d'accident nucléaire, des consignes de confinement ou d'évacuation peuvent être données et les habitants peuvent être amenés à ingérer, sur ordre du préfet, les comprimés d'iode.

## Toponymie
La toponyme « Bagnols » vient du latin balneare qui signifie se baigner, ce serait plus précisément le dérivé de diminutifs du mot balneum qui désigne d'après Pierre Thiénard une station thermale en voie d'abandon. Les occurrences les plus anciennes du nom de la ville sont Baniolas (1119), Balneolae (1281), Balneoleum (1307). Plusieurs localités portent le nom de Bagnols en France : Bagnols (Puy-de-Dôme), Bagnols (Rhône), Bagnols-en-Forêt (Var), Bagnols-les-Bains (Lozère), Bagnoles-de-l'Orne (Orne).
Dans le cas de Bagnols-sur-Cèze, deux hypothèses sont avancées sur l'origine du nom de la ville. La première, la plus répandue, explique le nom de la ville par la présence de sources thermales sur le flanc est de la colline de l'Ancyse, Bagnols viendrait du latin « petit bain ». Ces sources auraient été réputées au Moyen Âge pour lutter contre la lèpre, avant de disparaître après des éboulements au début du XVIIe siècle et/ou perdre leurs qualités. Une lettre d'Antoine Rivarol au naturaliste Georges-Louis Leclerc de Buffon de 1780 mentionne toujours l'existence de sources minérales dans l'Ancise. Quoi qu'il en soit, elle n'existent plus aujourd'hui. Des ruines proches de l'école de l'Ancyse[Quoi ?] en seraient des vestiges. Un lotissement proche a reçu le nom de « rue des bains romains »[pourquoi ?].
La seconde hypothèse explique le nom de la ville par la nécessité pour un voyageur parcourant l'axe nord-sud de la rive droite du Rhône de se mouiller les pieds pour traverser la Cèze à gué. Pierre Thiénard, qui formule cette hypothèse, remarque que tous les « Bagnols » n'ont pas de source thermales et il relève un cas de « Bagnols » s'expliquant par l'existence d'un gué. Enfin, en vieux français, bagnole désigne une habitation ou un petit groupe d'habitations isolées, un hameau. Quoi qu'il en soit, le fait que l'église principale de la ville soit dédiée de longue date à saint Jean-Baptiste n'est probablement pas l'effet du hasard.
À la demande des Postes et télégraphes, Bagnols devient Bagnols-sur-Cèze en 1891.
Ses habitants sont appelés les Bagnolais.

## Histoire
Les hommes qui peuplent la région de Bagnols sous l'Antiquité sont en étroites relations avec les Grecs de Marseille[réf. souhaitée]. Du Moyen Âge aux années 1950, Bagnols est un petit centre urbain rayonnant sur la basse vallée de la Cèze, au carrefour de la vallée de la Cèze et de la route de Lyon au Midi par la rive droite du Rhône. La création du centre d'études nucléaires de Marcoule, lancée en 1954, lui fait faire un rapide saut dans la modernité, triplant sa population, transformant de façon spectaculaire le paysage urbain. Depuis les années 1970, la croissance de la ville a retrouvé un rythme plus modéré, mais Bagnols et le « Gard rhodanien » ont su conserver un réel dynamisme économique.

### Antiquité

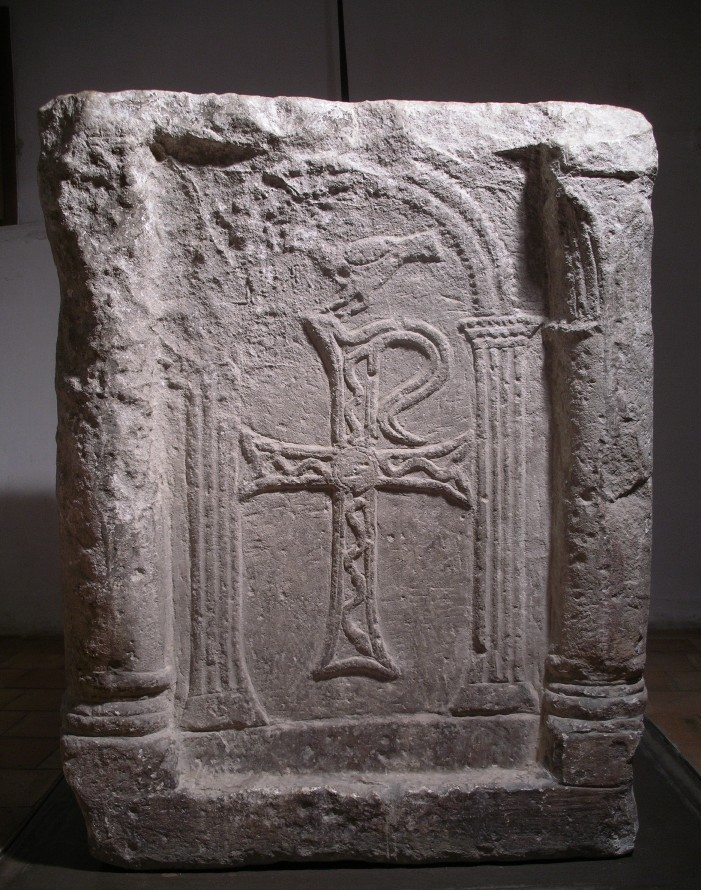
Autel paléochrétien de Saint-Victor de Castel à Bagnols-sur-Cèze. Musée d'Art sacré du Gard - Pont-Saint-Esprit.

L'actuelle commune de Bagnols fait partie du territoire des Volques Arécomiques, peuple celte qui entretient des relations étroites avec les Grecs de Marseille. Elle est ensuite incluse dans la cité (civitas) de Nîmes, puis à partir du Ve siècle de la cité d'Uzès. Sous l'Antiquité la voie romaine de Nîmes à Alba-la-Romaine (capitale des Helviens) passe au pied de la colline de l'Ancise (dans l'axe de l'actuel "chemin vieux de Lyon") et franchit la Cèze au niveau du gué des Hamelines. L'archéologie révèle que plusieurs sites sont occupés par l'homme aux quatre coins du territoire communal, sans apporter la preuve qu'à cette époque-là le site actuel de la vieille ville, autour de la Grande Fontaine, soit le plus important. Cependant la version la plus courante du récit des origines de la ville considère qu'une petite ville romaine se trouvait à l'emplacement de l'actuel centre historique et que l'église paroissiale a pris la place d'un temple d'Isis.

### Moyen Âge

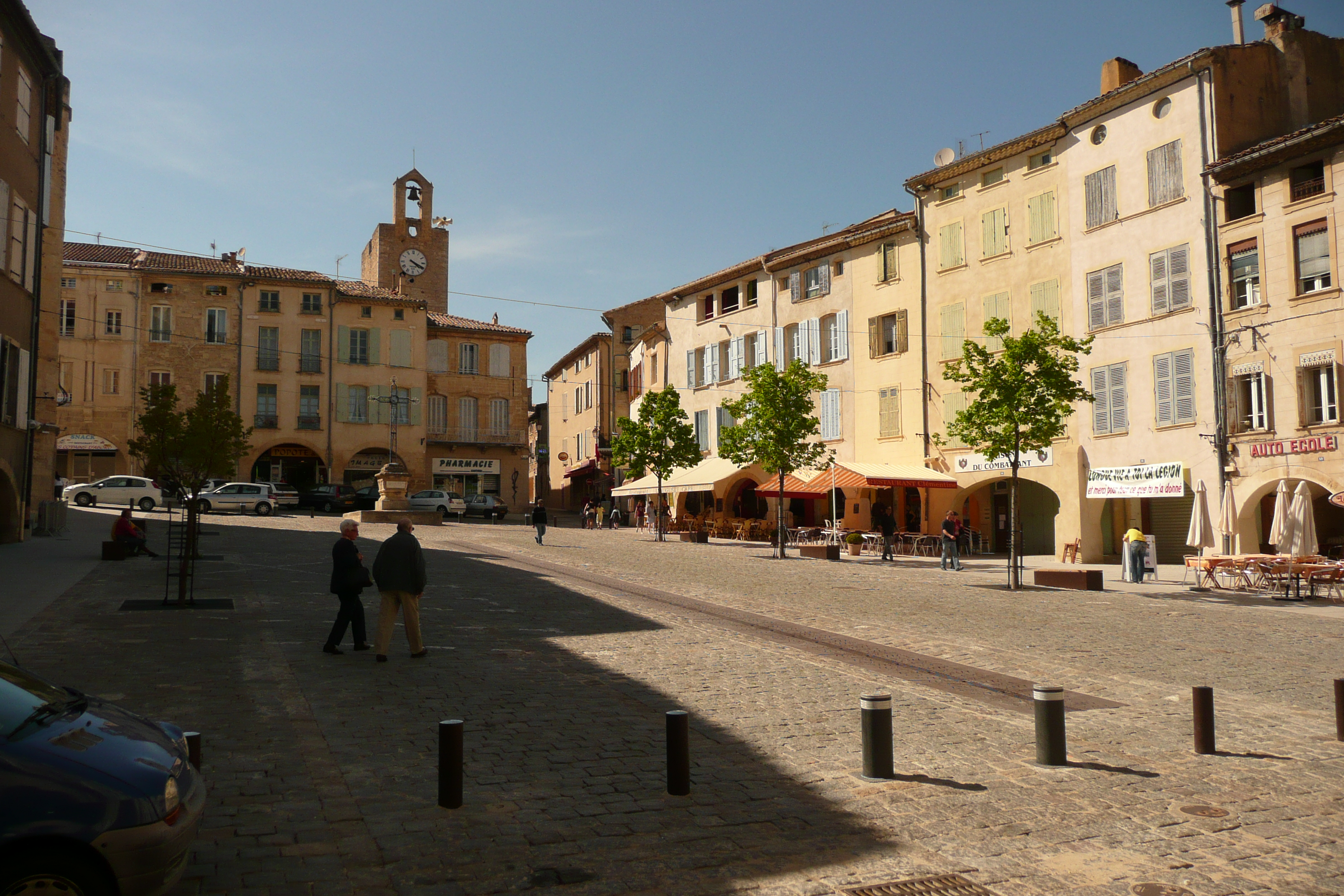
La place Mallet, site du marché depuis le Moyen Âge.

C'est au début du XIIe siècle qu'apparaît dans les textes le nom de la ville de Bagnols. La plus ancienne mention se trouve écrite sous la forme Baniolas dans le cartulaire de Psalmody, document daté de 1119. Le XIIe et le XIIIe siècle sont des siècles de croissance et de développement pour Bagnols, qui comptera 400 feux (1 500 à 2 000 habitants ?) en 1314. Bagnols grandit autour de son château féodal (à l'emplacement de l'actuelle médiathèque) et de son marché (transféré depuis Saint-Victor-la-Coste sur décision royale en 1223). La voie menant de Nîmes à Viviers (future RN 86) est déplacée d'un demi-kilomètre vers l'est pour passer par l'actuelle rue de la République et traverser la Cèze comme aujourd'hui : un pont est vraisemblablement construit dès cette époque. Le point d'eau principal, la « Grande Fontaine », est aménagé près de l'église romane Saint-Jean-Baptiste. Dès le XIIe siècle, Bagnols a ses seigneurs, et cette seigneurie de Bagnols passera dans de nombreuses mains jusqu'en 1789. Cependant, du XIIIe siècle à la Révolution, la ville sera administrée de façon autonome par ses consuls. C'est également au XIIIe siècle que Bagnols, jusque-là dans la mouvance des comtes de Toulouse, est rattachée à la couronne de France par les rois capétiens directs. Sur le plan administratif, Bagnols fait partie de la sénéchaussée de Beaucaire-Nîmes et reçoit le statut de chef-lieu de viguerie. Sur le plan religieux, Bagnols est située dans le diocèse d'Uzès.
Les XIIIe et XIVe siècles sont des temps de crise et de dépopulation, marqués notamment par les méfaits des « Grandes Compagnies », les pestes, la révolte des « Tuchins ». Arrivés près de la vallée du Rhône, au début de 1382, les Tuchins campèrent dans les gorges de la Cèze où ils furent rejoints par des nobles dont Régis de Saint-Michel-d'Euzet, Étienne Augier, dit Ferragut du Pin, Vachon de Pont-Saint-Esprit et Verchère de Vénéjan qui prirent leur tête. Ils s’emparèrent alors de Cavillargues, Chusclan et Tresques, avant de piller les châteaux de Sabran, La Roque-sur-Cèze, Saint-Laurent-des-Arbres et Cornillon. Dans ce dernier château se trouvait le trésor de Clément VI. Son neveu, Guillaume III Roger de Beaufort, alors Lieutenant des armes du Sénéchal de Beaucaire, organisa la répression. En septembre 1382, il recruta des mercenaires et fit venir une compagnie d’arbelétriers d’Avignon. Ses troupes cantonnées à Bagnols-sur-Cèze attaquèrent alors Cornillon. Dirigées par Gantonnet d'Abzac, Commandant du Saint-Père pour le Païs de Saint-Esprit, elles semèrent la terreur. Guillaume III fit ensuite intervenir son capitaine des gardes de Bagnols, Jean Coq. Ce dernier réussit à pacifier le pays en expulsant les chefs du Tuchinat. Ce qui permit de signer la paix en février 1383.

### Époque moderne

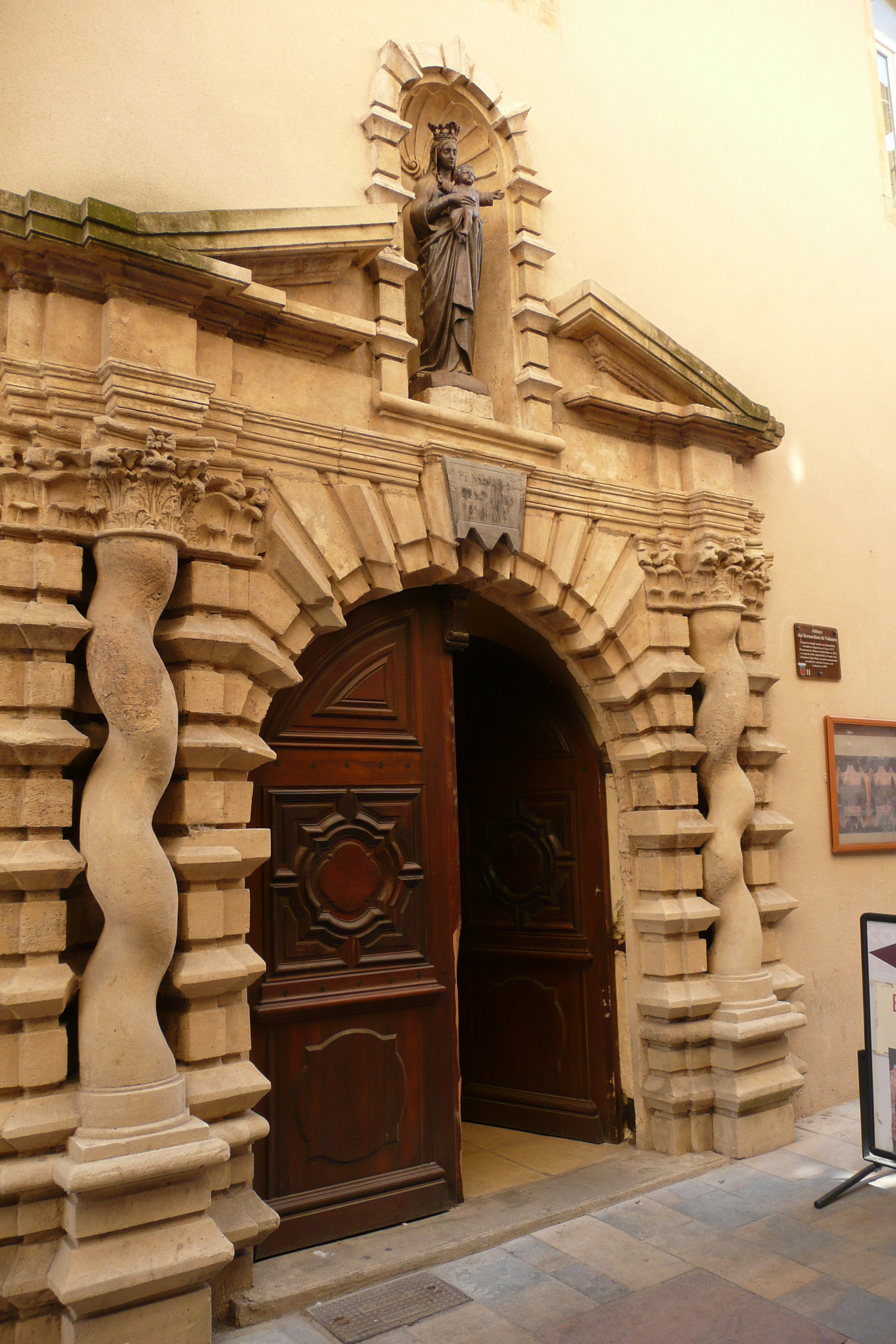
Porte du XVIIe siècle, rue Crémieux, restaurée en 1999.

Si la Renaissance est une embellie, la ville subit ensuite des désordres liés aux guerres de Religion.
En 1632, l'armée de Louis XIII assiège brièvement la ville, soupçonnée de soutenir la révolte menée par Henri de Montmorency et Gaston d'Orléans (frère du roi). C'est à la suite de cet épisode que le château est démoli et que les remparts perdent l'aspect qu'ils avaient au Moyen Âge.
Les XVIIe et XVIIIe siècles sont des siècles de prospérité, avec comme secteurs moteurs l'artisanat textile, l'élevage du ver à soie, la culture de la vigne et de l'olivier. En ces terres un temps dominées par les protestants, les prêtres missionnaires de Saint-Joseph se voient confier en 1661 la paroisse et un collège. Ce collège est installé sous Louis XVI dans de nouveaux bâtiments, sur l'emplacement de l'ancien château (l'« ancien collège », devenu « l'îlot Saint-Gilles », c'est-à-dire la médiathèque).
Un nouvel hôpital (l'« hôtel-Dieu », actuel bâtiment administratif du CHG de la ville) est édifié au même moment à l'emplacement de l'ancienne citadelle qui gardait la ville. Bagnols donne naissance en 1753 à l'écrivain Antoine Rivarol, qui sera l'une des figures les plus célèbres de la contre-révolution. À la fin du XVIIIe siècle, Bagnols compte environ 5 000 habitants.

### Époque contemporaine

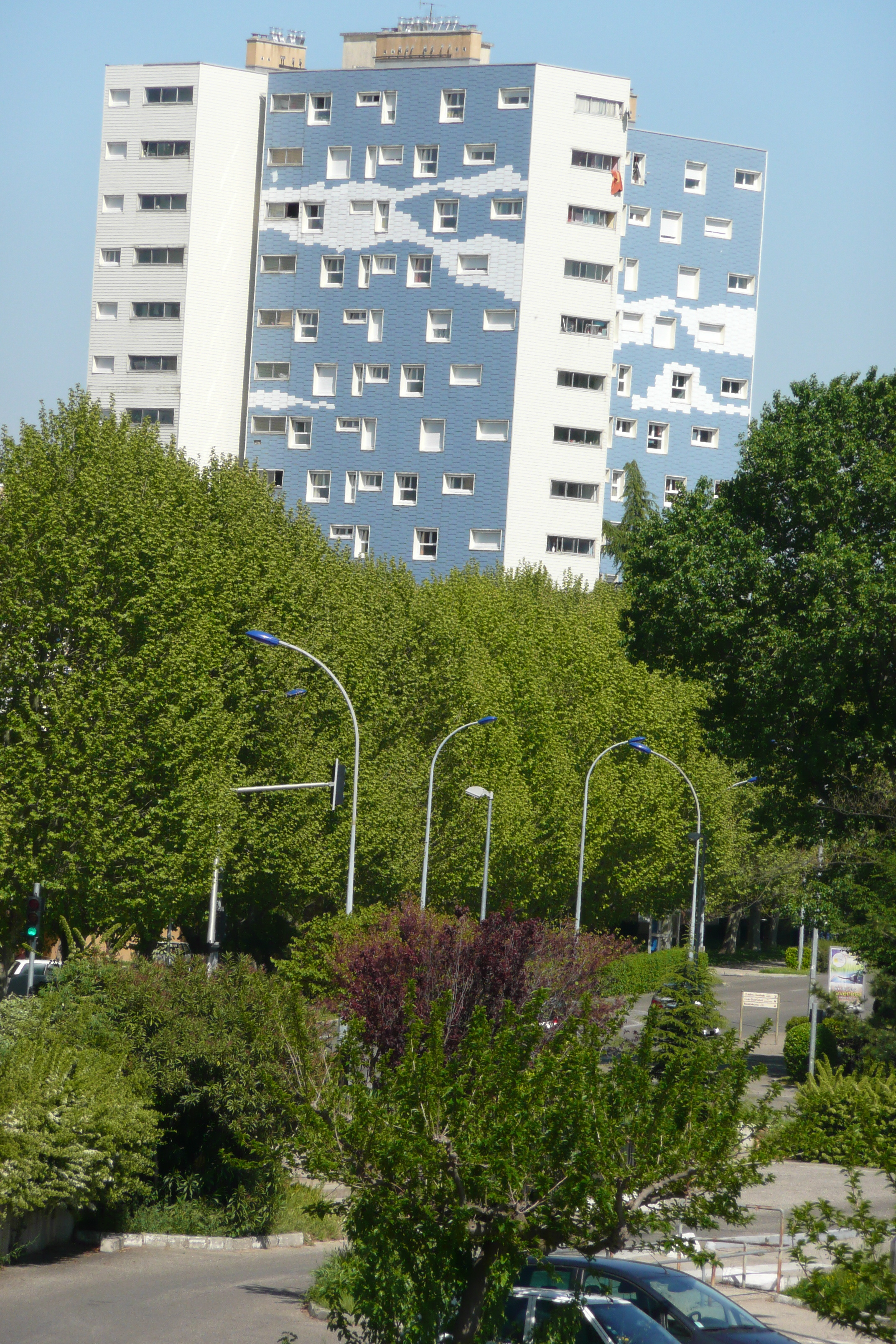
Un immeuble des Escanaux.

Bagnols inscrit son nom dans l'histoire de la Révolution française avant même que celle-ci ne commence : au début d'avril 1789 une émeute populaire éclate, conséquence de la hausse du prix du pain. Au début de 1790, Bagnols devient une commune du département du Gard, dont elle est le chef-lieu d'un canton. Le régime napoléonien l'attribue à l'arrondissement d'Uzès (supprimé en 1926, date à laquelle Bagnols est rattaché à l'arrondissement de Nîmes). Au XIXe siècle et dans la première moitié du XXe siècle la population bagnolaise se maintient entre 4 000 et 5 000 habitants, mais la ville se modernise : destruction de portes et remparts, création de boulevards et d'espaces verts (le jardin du Mont-Cotton avec son théâtre de verdure), assainissement et amélioration de l'approvisionnement en eau, revêtement ou pavement des rues, déplacement du cimetière… Dans les années 1870, le chemin de fer dessert la commune, la gare est inaugurée en 1881.
Le tournant majeur de l'histoire bagnolaise a lieu au milieu des années 1950 : la création à quelques kilomètres de Bagnols du centre d'études nucléaires de Marcoule (site du CEA) entraîne une transformation spectaculaire de la ville, dont la population triple en une quinzaine d'années (16 500 habitants à la fin des années 1960 contre seulement 5 500 au milieu des années 1950).
Des grands ensembles sont construits tout autour du vieux centre historique pour accueillir les nouveaux habitants : les plus remarquables sont ceux du quartier des Escanaux, œuvre de Georges Candilis, Alexis Josic et Shadrach Woods. L'agriculture cède la première place à l'industrie et aux services et Bagnols devient un temps « la ville la plus jeune de France ». Un lycée « classique » et un lycée « technique » prennent le relais du « vieux collège » tandis qu'un centre hospitalier moderne sort de terre à proximité de l'Hôtel Dieu.
Depuis les années 1970, la population communale poursuit sa croissance à un rythme plus lent, tandis que Bagnols, désormais troisième ville du département, affirme un rôle de capitale du « Gard rhodanien », entre Alès, Nîmes, Avignon et Montélimar.

## Politique et administration

### Tendances politiques et résultats

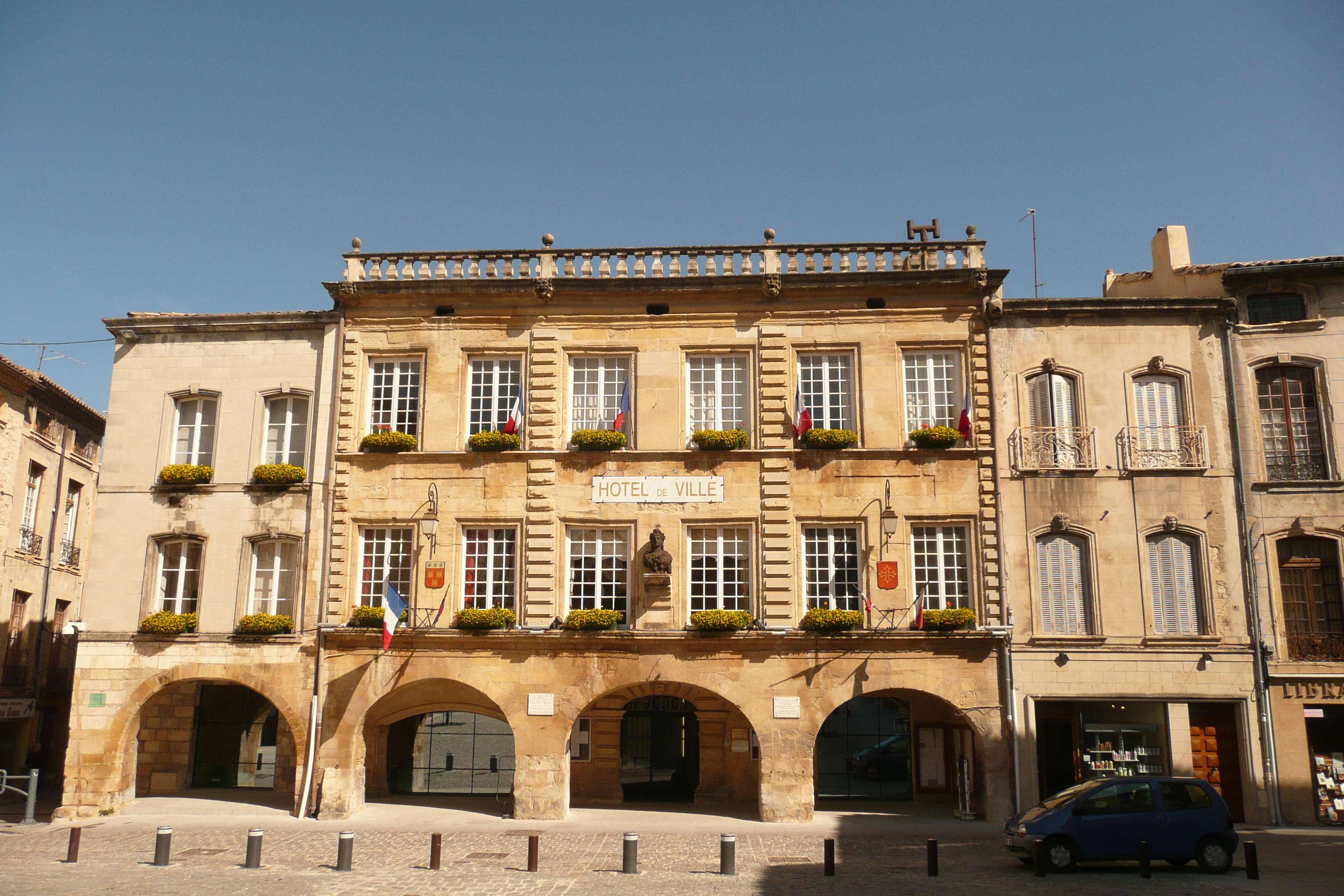
L'hôtel de ville.

Depuis les élections de 1989, la vie politique municipale a pour caractéristique majeure l'alternance régulière à la tête de la mairie de la gauche (dominée par le Parti Socialiste) et de la droite. Les dernières élections municipales en 2008 ont été remportées par la gauche, et le socialiste Jean-Christian Rey a été élu maire. Il a cédé sa place en 2009 (pour cause d'inéligibilité) à son maire-adjoint, Jean-Yves Chapelet. À la suite de la démission d'un tiers du conseil municipal, de nouvelles élections ont eu lieu le 10 octobre 2010 où Jean-Christian Rey a été réélu maire dès le premier tour avec 54,78 % des suffrages.
En 2020, les Bagnolais ont eu à choisir entre 6 listes lors du premier tour, le dimanche 15 mars 2020 :
- La liste menée par le maire sortant, Jean-Yves Chapelet (LDVC), qui va obtenir 39.71 % des voix exprimées
- La liste menée par la candidate du Rassemblement national, Corinne Martin, qui va récolter 28,83 % des voix exprimées
- La liste menée par Thierry Vincent (LDIV) qui va amasser 12,10 % des voix exprimées
- La liste conduite par Christian Roux (LDVG) qui va obtenir 11,61 % des voix exprimées
- La liste conduite par Jocelyne Gayte (LLR) qui va récolter 6,42 % des voix exprimées
- La liste conduite par Christophe Prevost (LGJ) qui va amasser 1,30 % des voix exprimées
Seuls, Jean-Yves Chapelet, Corinne Martin et Thierry Vincent sont présents lors du second tour des élections, qui va être reporté, à cause de l'épidémie de coronavirus, le dimanche 28 juin 2020. La liste de Jean-Yves Chapelet l'emporte avec 47,37 % des voix exprimés, devant Corinne Martin, qui a obtenu 37,33 % des voix et Thierry Vincent avec 15,28 %. Comme partout en France, l'abstention lors des deux tours est importante : 62,25 % au premier tour, 63,17 % au second tour (55,25 % au premier tour et 58,6 % au second tour à l'échelle nationale).

### Découpage administratif
Bagnols-sur-Cèze est une commune depuis 1789. Sa superficie est de 31,37 km2. Les communes limitrophes sont en partant du Nord et dans le sens des aiguilles d'une montre : Saint-Nazaire, Vénéjan, Chusclan, Orsan, Laudun-l'Ardoise, Tresques, Sabran et Saint-Gervais.
Bagnols-sur-Cèze est le chef-lieu du canton de Bagnols-sur-Cèze qui réunit 18 communes : Bagnols-sur-Cèze, Cavillargues, Chusclan, Connaux, Codolet, Gaujac, Orsan, Le Pin, Sabran, Saint-Étienne-des-Sorts, Saint-Gervais, Saint-Michel-d'Euzet, Saint-Nazaire, Saint-Paul-les-Fonts, Saint-Pons-la-Calm, La Roque-sur-Cèze, Tresques, Vénéjan.
Bagnols-sur-Cèze et son canton appartiennent à l'arrondissement de Nîmes, au département du Gard et à la région Occitanie.

### Intercommunalité
Bagnols-sur-Cèze a fait partie de la communauté de communes Rhône Cèze Languedoc. Désormais, depuis le 1er janvier 2013, la commune a intégré la Communauté d'agglomération du Gard rhodanien.

### Jumelages
La ville de Bagnols-sur-Cèze est jumelée avec 6 villes :
| - Braunfels (Allemagne) depuis 1959 ; - Feltre (Italie) depuis 1961 ; - Newbury (Royaume-Uni) depuis 1971 ; - Eeklo (Belgique) depuis 1976 ; - Carcaixent (Espagne) depuis 1982 ; - Kiskunfélegyháza (Hongrie) depuis 2010. |

## Population et société

### Démographie
Bagnols-sur-Cèze, ses habitants sont des Bagnolais/Bagnolaises et c'est la troisième commune la plus peuplée du Gard, après Nîmes et Alès.
L'évolution du nombre d'habitants est connue à travers les recensements de la population effectués dans la commune depuis 1793. Pour les communes de plus de 10 000 habitants les recensements ont lieu chaque année à la suite d'une enquête par sondage auprès d'un échantillon d'adresses représentant 8 % de leurs logements, contrairement aux autres communes qui ont un recensement réel tous les cinq ans,.

En 2022, la commune comptait 18 124 habitants, en évolution de −0,37 % par rapport à 2016 (Gard : +2,97 %, France hors Mayotte : +2,11 %).
| 1793  | 1800  | 1806  | 1821  | 1831  | 1836  | 1841  | 1846  | 1851  |
| ----- | ----- | ----- | ----- | ----- | ----- | ----- | ----- | ----- |
| 4 800 | 4 888 | 4 994 | 4 921 | 4 902 | 4 847 | 4 090 | 4 827 | 4 780 |

| 1856  | 1861  | 1866  | 1872  | 1876  | 1881  | 1886  | 1891  | 1896  |
| ----- | ----- | ----- | ----- | ----- | ----- | ----- | ----- | ----- |
| 4 870 | 5 050 | 5 184 | 4 876 | 4 930 | 4 666 | 4 458 | 4 454 | 4 500 |

| 1901  | 1906  | 1911  | 1921  | 1926  | 1931  | 1936  | 1946  | 1954  |
| ----- | ----- | ----- | ----- | ----- | ----- | ----- | ----- | ----- |
| 4 461 | 4 582 | 4 445 | 3 918 | 4 450 | 4 481 | 4 669 | 5 211 | 5 546 |

| 1962   | 1968   | 1975   | 1982   | 1990   | 1999   | 2006   | 2011   | 2016   |
| ------ | ------ | ------ | ------ | ------ | ------ | ------ | ------ | ------ |
| 12 905 | 16 468 | 17 534 | 17 602 | 17 872 | 18 103 | 18 545 | 18 349 | 18 192 |

| 2021   | 2022   | - | - | - | - | - | - | - |
| ------ | ------ | - | - | - | - | - | - | - |
| 18 248 | 18 124 | - | - | - | - | - | - | - |

| selon la population municipale des années : | 1968 | 1975 | 1982 | 1990 | 1999 | 2006 | 2009 | 2013 |
| Rang de la commune dans le département      | 3    | 3    | 3    | 3    | 3    | 3    | 3    | 3    |
| Nombre de communes du département           | 355  | 353  | 352  | 353  | 353  | 353  | 353  | 353  |

### Enseignement

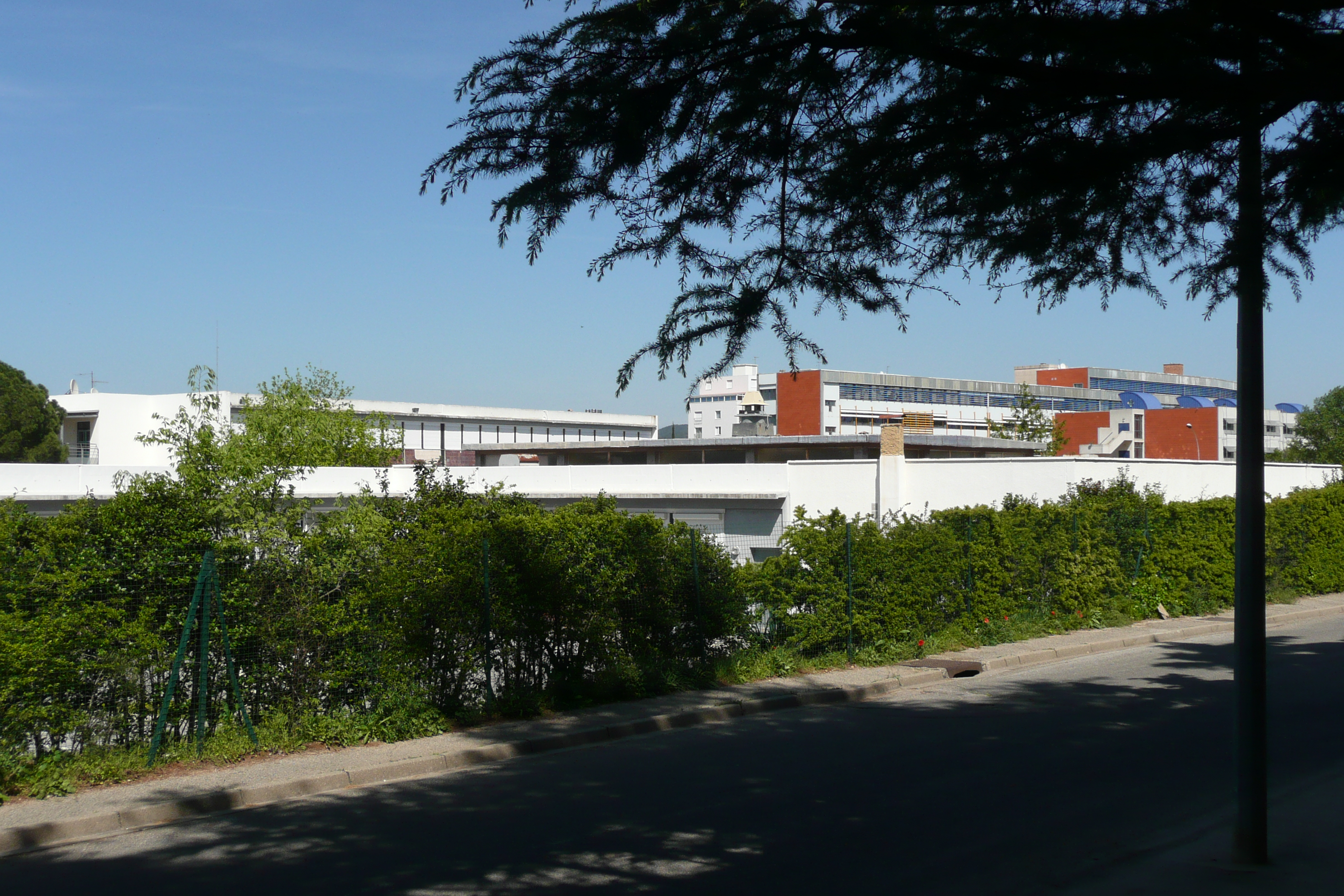
Collège.

Bagnols possède depuis au moins le XVIIIe siècle un équipement scolaire relativement développé au vu de la taille de la ville. Le collège des Joséphites implanté sous le règne de Louis XVI à l'emplacement du château seigneurial, a joué en son temps un rôle essentiel. Devenu un établissement du « primaire supérieur », il a passé le relais à un « lycée classique » au moment du boom consécutif à l'ouverture de la centrale de Marcoule. Autour de 1960, avant la « démocratisation » de l'enseignement secondaire, posséder un lycée était le privilège des villes les plus importantes, les petites villes devant se contenter d'établissements du primaire supérieur. La création du lycée technique des Eyrieux, en lien avec le savoir-faire technique mis en œuvre dans les pôles industriels de Marcoule et de l'Ardoise, complète et donne une tonalité scientifique à la fonction éducative de la ville.
Bagnols-sur-Cèze possède actuellement deux lycées, l'un public, l'autre privé.
- Le lycée polyvalent Albert-Einstein : établissement public, est né de la fusion du lycée Gérard-Philipe (longtemps connu des Bagnolais sous le nom de « lycée classique »), du lycée professionnel Georges-Brassens et du lycée technique de la cité des Eyrieux. À la suite de cette fusion récente, le lycée Albert-Einstein fonctionne sur deux sites géographiques, l'un avenue Léon-Blum (route de Nîmes), l'autre aux « Eyrieux » (avenue Vigan-Braquet) 500 m plus à l'ouest. Il accueille 2 200 élèves de la seconde aux classes de BTS, un GRETA, des unités de formation par apprentissage, et une antenne de la plateforme technologique du Gard.
- Le lycée privé Sainte-Marie : lycée d'enseignement professionnel, localisé sur la route d'Avignon, à proximité du centre historique et du quartier des Escanaux.

Bagnols-sur-Cèze possède également trois collèges publics et un collège privé.
- Le collège Gérard-Philipe : héritier des classes de collège du lycée Gérard-Philipe, qui de sa création aux années 1990 accueillait des élèves de la 6e à la terminale (« lycée-collège ») : localisé avenue Léon-Blum, hébergé dans une partie des locaux du lycée polyvalent Albert-Einstein.
- Le collège Bernard-de-Ventadour dit « du Bordelet » : installé avenue du Bordelet, à l'ouest de la ville, entre les deux sites du lycée. Les Bagnolais l'ont d'abord connu sous le nom de « CES ».
- Le collège Jean-Moulin dit « du Bosquet » : situé à la limite des quartiers des Escanaux et du Bosquet, au sud-est de la ville.
- Le collège privé Saint-Jean : situé au contact du centre ancien, rue du Casino.

### Manifestations culturelles et festivités
La fête votive a lieu chaque année au début du mois de septembre. Les forains viennent s'installer de la place des Escanaux à la place Bourgneuf.
Le marché institué en 1223 continue d'avoir lieu tous les mercredis matin dans le centre historique : place Mallet, rue Crémieux, boulevard Lacombe, place des Escanaux.

### Sports
Le Handball Bagnols Gard rhodanien évolue en Nationale 1 masculine depuis la saison 2015-2016.
La commune dispose d'un bassin olympique de natation (piscine Guy-Coutel), d'un stade d’athlétisme, d'un boulodrome couvert, de quatre salles omnisports et d'un gymnase.

### Médias
Rhodanie publie trimestriellement des articles traitant d’histoire, d’archéologie et du patrimoine local. Cette revue fondée en 1982 par l’archéologue et premier fouilleur de l’oppidum de Gaujac, Jean Charmasson, est éditée par la SECABR (Société d’Étude des Civilisations Antiques Bas-Rhodaniennes), association créée en 1977 dont le siège social se situe à Bagnols-sur-Cèze.

### Cultes
- Église Saint-Jean-Baptiste.
- Église Protestante Unie, rue du Casino[52].
- Église Évangélique de Pentecôte (ADD).

## Économie

### Revenus
En 2018  (données Insee publiées en septembre 2021), la commune compte 8 144 ménages fiscaux, regroupant 17 513 personnes. La médiane du revenu disponible par unité de consommation est de 18 290 € (20 020 € dans le département). 41 % des ménages fiscaux sont imposés (43,9 % dans le département).

### Emploi
|                | 2008   | 2013   | 2018   |
| -------------- | ------ | ------ | ------ |
| Commune        | 10,9 % | 14,9 % | 14,7 % |
| Département    | 10,6 % | 12 %   | 12 %   |
| France entière | 8,3 %  | 10 %   | 10 %   |

En 2018, la population âgée de 15 à 64 ans s'élève à 10 470 personnes, parmi lesquelles on compte 67,5 % d'actifs (52,8 % ayant un emploi et 14,7 % de chômeurs) et 32,5 % d'inactifs,. Depuis 2008, le taux de chômage communal (au sens du recensement) des 15-64 ans est supérieur à celui de la France et du département.
La commune est la commune-centre de l'aire d'attraction de Bagnols-sur-Cèze,. Elle compte 10 318 emplois en 2018, contre 10 671 en 2013 et 11 024 en 2008. Le nombre d'actifs ayant un emploi résidant dans la commune est de 5 650, soit un indicateur de concentration d'emploi de 182,6 % et un taux d'activité parmi les 15 ans ou plus de 49 %.
Sur ces 5 650 actifs de 15 ans ou plus ayant un emploi, 3 142 travaillent dans la commune, soit 56 % des habitants. Pour se rendre au travail, 79,7 % des habitants utilisent un véhicule personnel ou de fonction à quatre roues, 2,7 % les transports en commun, 14,6 % s'y rendent en deux-roues, à vélo ou à pied et 3 % n'ont pas besoin de transport (travail au domicile).

### Activités hors agriculture

#### Secteurs d'activités
1 619 établissements sont implantés  à Bagnols-sur-Cèze au 31 décembre 2019. Le tableau ci-dessous en détaille le nombre par secteur d'activité et compare les ratios avec ceux du département,.
| Secteur d'activité                                                                                        | Commune | Commune | Département |
| Secteur d'activité                                                                                        | Nombre  | %       | %           |
| --- | ------- | ------- | ----------- |
| Ensemble                                                                                                  | 1 619   | 100 %   | (100 %)     |
| Industrie manufacturière, industries extractives et autres                                                | 100     | 6,2 %   | (7,9 %)     |
| Construction                                                                                              | 184     | 11,4 %  | (15,5 %)    |
| Commerce de gros et de détail, transports, hébergement et restauration                                    | 519     | 32,1 %  | (30 %)      |
| Information et communication                                                                              | 33      | 2 %     | (2,2 %)     |
| Activités financières et d'assurance                                                                      | 74      | 4,6 %   | (3 %)       |
| Activités immobilières                                                                                    | 69      | 4,3 %   | (4,1 %)     |
| Activités spécialisées, scientifiques et techniques et activités de services administratifs et de soutien | 222     | 13,7 %  | (14,9 %)    |
| Administration publique, enseignement, santé humaine et action sociale                                    | 276     | 17 %    | (13,5 %)    |
| Autres activités de services                                                                              | 142     | 8,8 %   | (8,8 %)     |

Le secteur du commerce de gros et de détail, des transports, de l'hébergement et de la restauration est prépondérant sur la commune puisqu'il représente 32,1 % du nombre total d'établissements de la commune (519 sur les 1619 entreprises implantées  à Bagnols-sur-Cèze), contre 30 % au niveau départemental.

#### Entreprises et commerces
Les cinq entreprises ayant leur siège social sur le territoire communal qui génèrent le plus de chiffre d'affaires en 2020 sont : 
- Bagnols Distribution, hypermarchés (43 279 k€) ;
- Honeywell Protective Clothing, fabrication de produits de consommation courante en matières plastiques (12 361 k€) ;
- Monti Holding, activités des sociétés holding (8 202 k€) ;
- Zagaux, supermarchés (7 611 k€) ;
- Milady - CDM, supermarchés (6 337 k€).

### Agriculture
La commune est dans la vallée du Rhône, une petite région agricole occupant la frange est du département du Gard. En 2020, l'orientation technico-économique de l'agriculture  sur la commune est la viticulture. 
|               | 1988  | 2000  | 2010 | 2020 |
| ------------- | ----- | ----- | ---- | ---- |
| Exploitations | 126   | 71    | 43   | 39   |
| SAU (ha)      | 1 148 | 1 137 | 874  | 958  |

Le nombre d'exploitations agricoles en activité et ayant leur siège dans la commune est passé de 126 lors du recensement agricole de 1988  à 71 en 2000 puis à 43 en 2010 et enfin à 39 en 2020, soit une baisse de 69 % en 32 ans. Le même mouvement est observé à l'échelle du département qui a perdu pendant cette période 61 % de ses exploitations,. La surface agricole utilisée sur la commune a également diminué, passant de 1 148 ha en 1988 à 958 ha en 2020. Parallèlement la surface agricole utilisée moyenne par exploitation a augmenté, passant de 9 à 25 ha.

## Culture locale et patrimoine
Le patrimoine architectural de la commune comprend dix immeubles protégés au titre des monuments historiques : l'hôtel de ville inscrit  en 1939, l'abbaye des Bernardines de Valsauve inscrite en 1939, la tour de l'Horloge inscrite en 1939, l'hôtel de la Gorce inscrit  en 1949, la chapelle Saint-Martin-de-Saduran inscrite en 1949, le manoir de Maransan inscrit en 1949, une maison inscrite en 1949, un hôtel inscrit en 2002, l'église Saint-Jean-Baptiste inscrite en 2013 et la Villa de la cité du Bosquet inscrite en 2014.

### Édifices civils

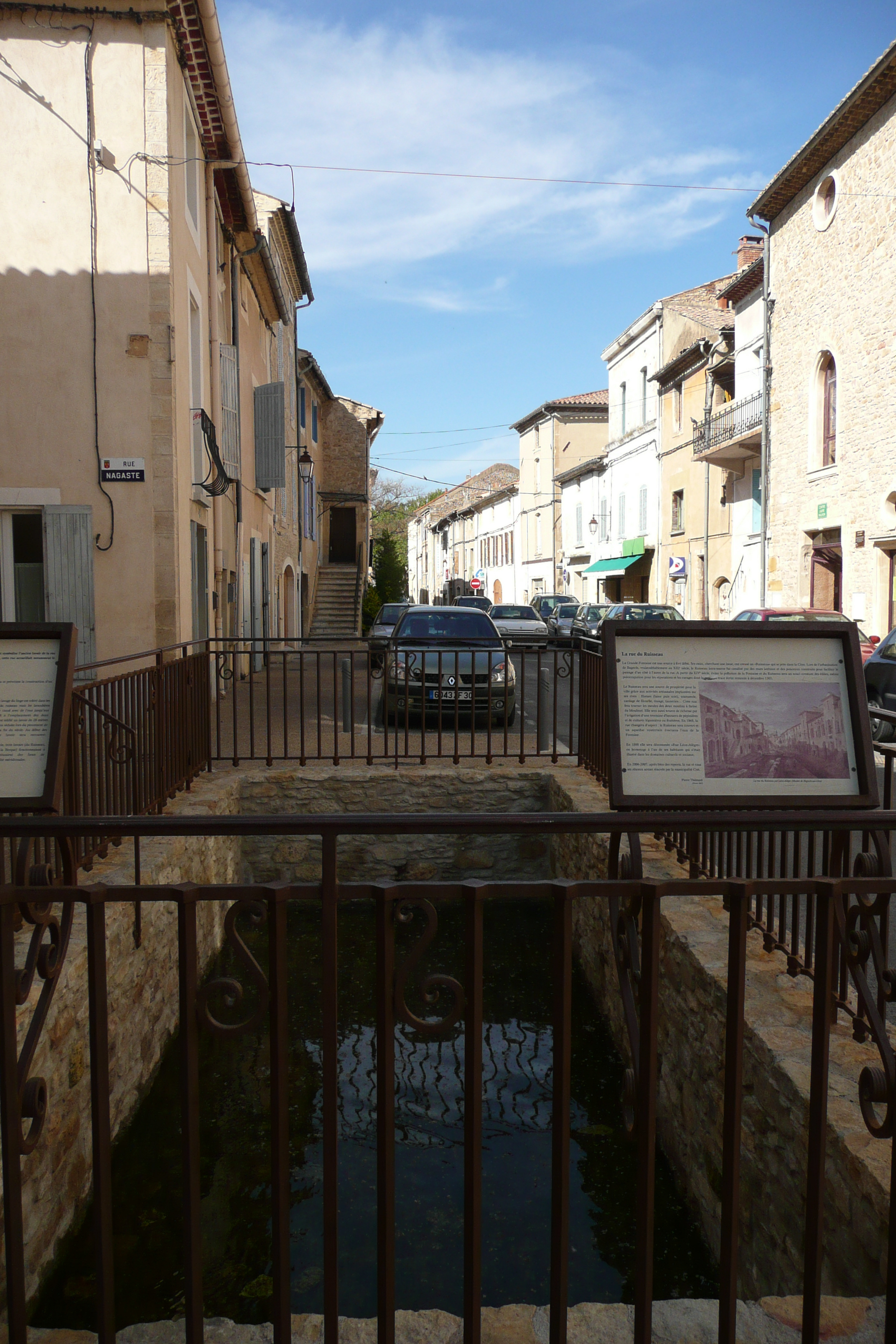
La rue du Ruisseau.

Le centre-ville de Bagnols-sur-Cèze a gardé son caractère avec des ruelles étroites et des façades anciennes. Au centre de la vieille ville se trouve une belle place à arcades (« couverts »), la place Mallet, anciennement place du Marché. Plantée sur la place, une croix de mission du XVIIIe siècle.
Plusieurs beaux hôtels particuliers donnent sur cette place : l'hôtel de Luynes, l'hôtel Madier (hôtel de ville)… À proximité se dresse la tour de l'Horloge, un temps siège du consulat, vestige de l'époque médiévale.

### Édifices religieux

#### Église Saint-Jean-Baptiste

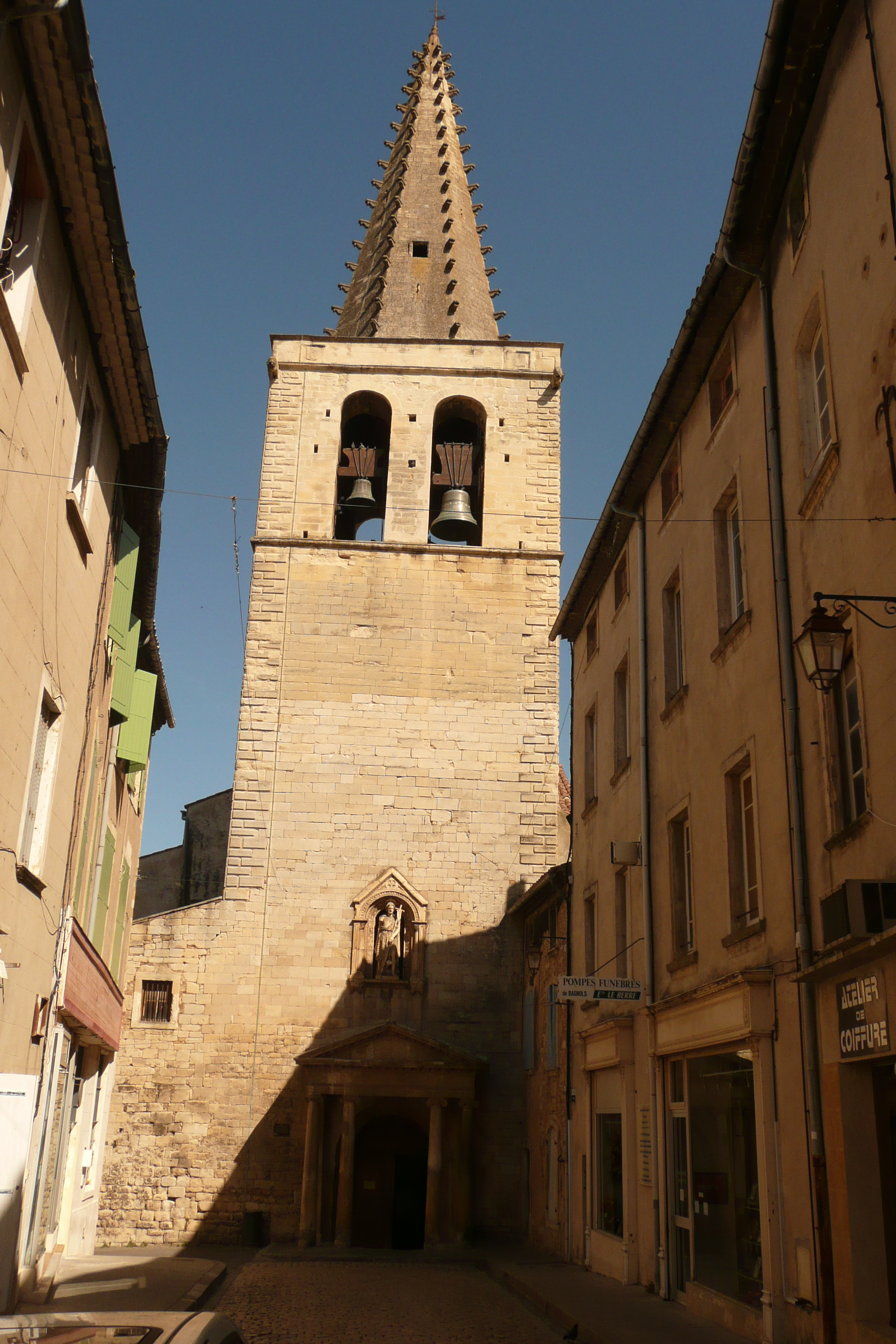
L'église Saint-Jean-Baptiste.

L'église Saint-Jean-Baptiste est de style roman, ses parties les plus anciennes remonteraient au XIe siècle.
L'édifice a été inscrit au titre des monuments historiques en 2013. Plusieurs objets sont référencés dans la base Palissy (voir les notices liées).
Le remploi de deux colonnes de style ionique donne un charme particulier à son portail occidental.
La flèche du clocher date du début du XVIIe siècle ; de style gothique, elle culmine à 43 mètres. Par ailleurs, le clocher abrite un puissant bourdon de 2,5 t : « la Dumasse », plus grosse cloche du département du Gard, fondue en 1859 par la fonderie Burdin-Aîné de Lyon.
- Chapelle Saint-Martin-de-Saduran. L'édifice a été inscrit au titre des monuments historiques en 1949[59].
- Chapelle Saint-Thyrse de Maransan.
- Chapelle Saint-Julien.
- Temple protestant.

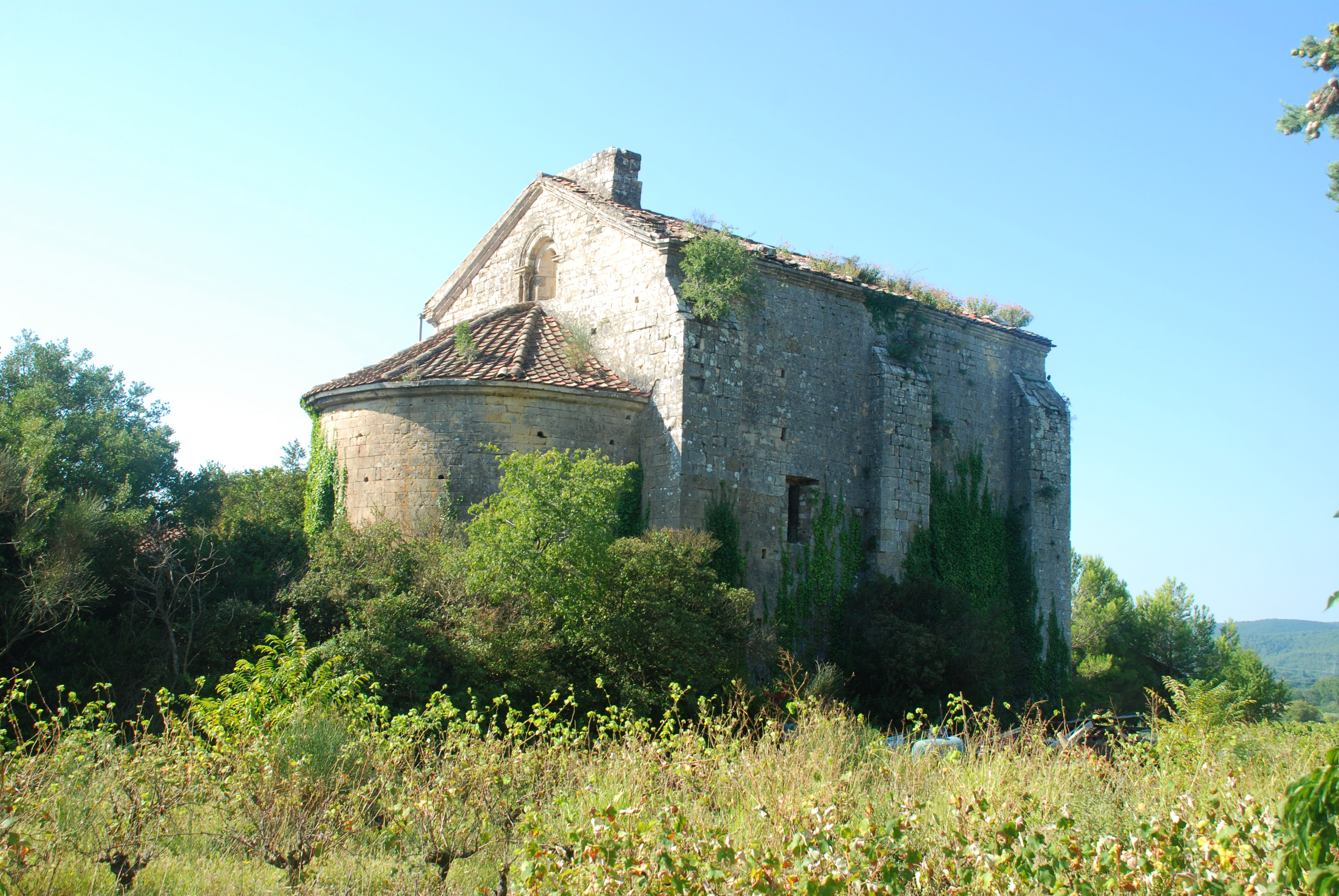
Chapelle Saint-Martin-de-Saduran.
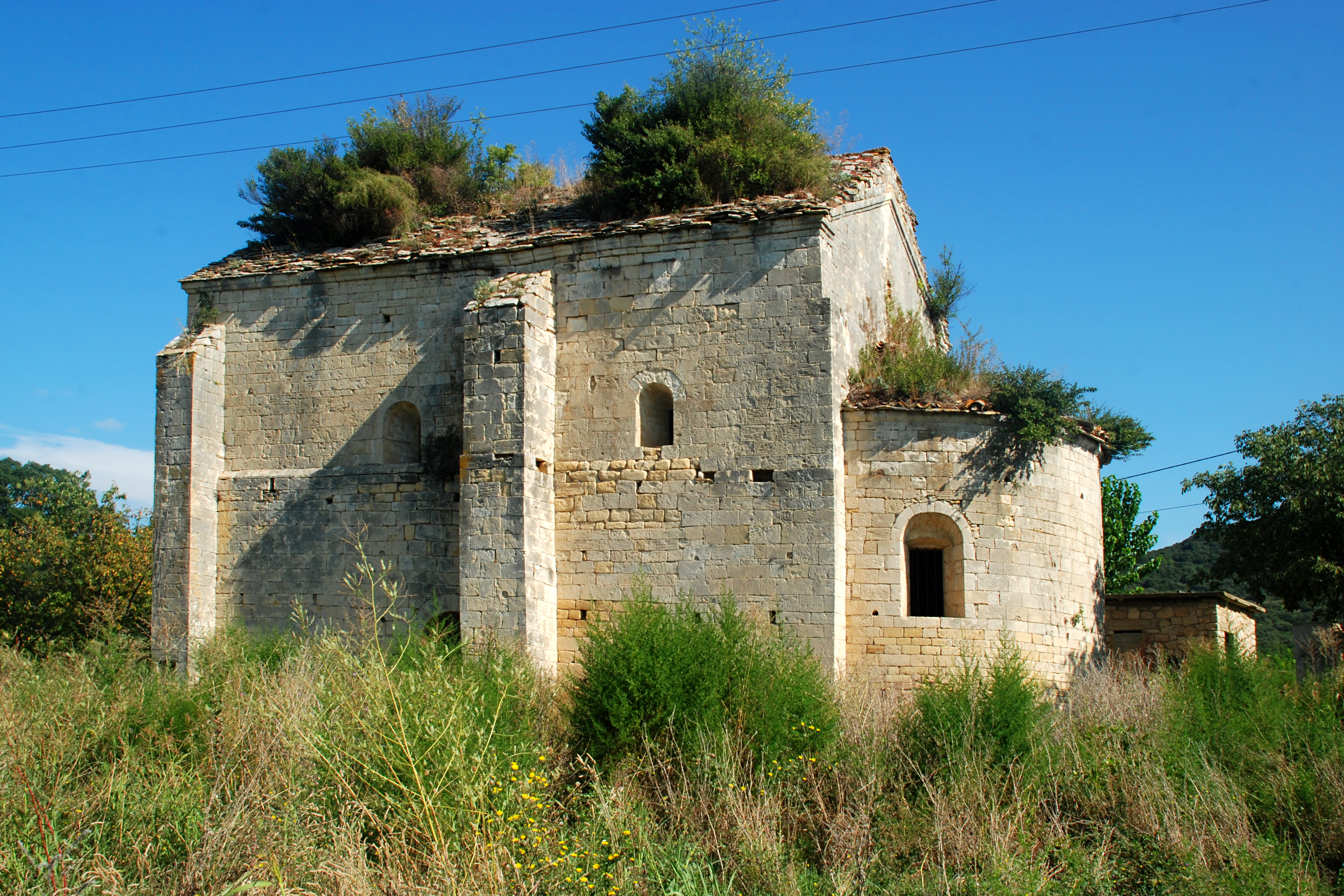
Chapelle Saint-Thyrse de Maransan.

### Patrimoine culturel

#### Musées
- Le musée Albert-André abrite une collection de tableaux et de sculptures impressionnistes, post-impressionnistes et figuratifs du XIXe et XXe siècles. On peut y admirer des œuvres de : Albert André, Pierre Bonnard, Camille Claudel, Henri-Edmond Cross, Gauguin, Johan Barthold Jongkind, Léon Lehmann, Maximilien Luce, Albert Marquet, Matisse, Berthe Morisot, Picasso, Renoir, Rodin, Robert Savary, Paul Signac, Suzanne Valadon, Félix Vallotton ou Kees Van Dongen. Ce musée est localisé au deuxième étage de l'hôtel de ville, place Mallet.

- Le musée d'archéologie Léon-Alègre présente des collections d'origine rhodanienne illustrant différentes périodes de l'Antiquité : la civilisation celto-ligure et ses liens avec les Grecs de Marseille (VIe au Ier siècle av. J.-C.) évoquée par des poteries et des objets en bronze, gallo-romaine avec des céramiques, amphores, verrerie et objets usuels et une évocation de la naissance du vignoble local. Ce musée est avec la médiathèque l'héritier de la bibliothèque-musée créée par Léon Alègre en 1859, premier musée cantonal créé en France.

#### Médiathèque
- La médiathèque municipale Léon-Alègre est installée au premier étage de l'« îlot Saint-Gilles » (ancien collège des Joséphites), au cœur de l'agglomération. Elle est l'héritière de la Bibliothèque municipale créée par l'érudit bagnolais Léon Alègre au XIXe siècle. Elle était localisée auparavant place Mallet.

#### Conservatoire de musique et de danse
- Le conservatoire de musique et de danse de Bagnols a été créé en 1982. Il est installé impasse Cyprien-Garnier, hommage à un des musiciens du groupe de musique bagnolais, entre le centre-ville et la gare.

#### Salles de spectacles
Bagnols-sur-Cèze dispose de trois sites principaux accueillant des spectacles.
- Le théâtre de verdure du Mont-Cotton en plein centre-ville accueille des concerts, particulièrement en été. Cet amphithéâtre de plein air peut accueillir 2 000 personnes. Il est entouré d'un parc arboré et d'un grand parking. Il accueille de nombreux spectacles et événements depuis sa création en 1843. C'est Louis-Auguste Cotton, maire de Bagnols sous la monarchie de Juillet, qui a donné son nom à ce site.
- Le centre culturel Léo-Lagrange ést situé au cœur du quartier des Escanaux, à deux pas de la vieille ville. La salle de la pyramide pouvait accueillir un peu plus de 300 spectateurs. Elle a accueilli des spectacles nombreux et variés depuis son ouverture, du concert de musique classique à l'humoriste à la mode… Malgré les polémiques, elle a été détruite en vue de reconstruire une nouvelle salle de spectacle. Les travaux n'ont pas encore commencé.
- Les berges de la Cèze : des concerts ont souvent lieu sur les berges de la Cèze, près du pont de l'Europe, dans un espace vert inondable baptisé parc Arthur-Rimbaud.

#### Festivals
- De 2010 à 2014, Bagnols accueillait le Garance Reggae Festival, festival de reggae de 4 jours qui rassemble plusieurs milliers de personnes (48 000 en 2011, selon les organisateurs). Un festival off intitulé "Zion Garden" a aussi été instauré. Malgré l'arrêt du Garance Reggae Festival, le Zion Garden continue d'ouvrir ses portes à la fin du mois de juillet.
- Jusqu'en 2010, la ville accueillais le "Wonegain fever festival", festival de musique de différents types s'étendant sur trois jours. L'édition 2010 comportait notamment Jacques Higelin, Ben l'Oncle Soul, et le groupe de rap-Hip/Hop IAM.
- En 2007, le Mont-Cotton accueille l'Electronic summer festival, organisant ainsi des concerts toutes les semaines.
- La ville de Bagnols a également accueilli les premières éditions du Ja'Sound, festival de reggae s'étendant sur trois jours et rassemblant des milliers de jeunes de la France entière, voire de l'Europe. Déplacé en Ardèche en 2007.
- Dans les années 1990, Bagnols a accueilli plusieurs éditions d'un important festival de blues, Bagnols Blues, dont les premières éditions eurent lieu à Tresques sous le nom de La Nuit Du Blues.
- Chaque été, le comité des fêtes organise un festival de musique au théâtre de verdure du Mont Cotton : "Le Mont Festi Cotton".

### Patrimoine environnemental

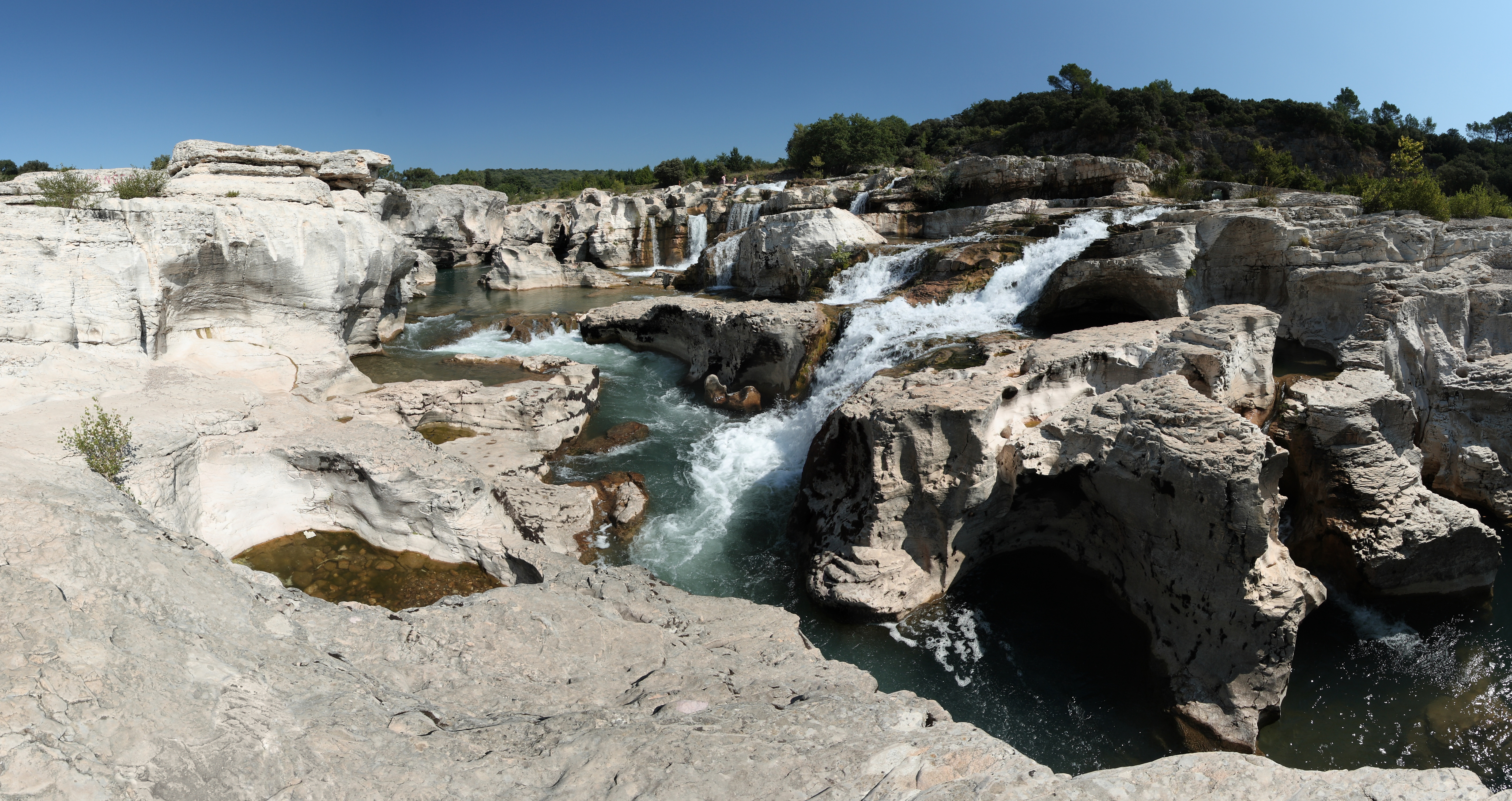
Les cascades du Sautadet.

On trouve dans un rayon de 60 km autour de Bagnols les gorges de l'Ardèche, la vallée de la Cèze, le mont Ventoux, le théâtre antique d'Orange, le Pont-du-Gard, le Duché d'Uzès, le palais des Papes d'Avignon, les Arènes de Nîmes et les Arènes d'Arles.

### Personnalités liées à la commune
- Lévi Ben Gershom (dit Gersonide, ou par acronymie le Ralbag) (1288-1344), médecin, physicien, astronome, musicologue et commentateur talmudique. Il est le fondateur de la pensée laïque.
- Gabriel Cramer (1704-1752), mathématicien suisse décédé à Bagnols-sur-Cèze.
- Jean-Baptiste Joseph Gentil (1726-1799), officier, collectionneur et orientaliste, né et mort à Bagnols-sur-Cèze.
- Antoine Rivarol (1753-1801), auteur de De l'Universalité de la langue française, grand prix de l'Académie de Berlin en 1783, militant royaliste.
- Antoine Joseph Barruel-Beauvert (17 janvier 1756 - 2 janvier 1817), écrivain, polémiste et publiciste royaliste, né à Bagnols, mort à Turin.
- François Antoine Teste (1775-1862), général d'Empire, y est né.
- Jean-Baptiste Teste (1780-1852), avocat et homme politique, ministre du Commerce et des Travaux Publics, député du Gard.
- Auguste Mallet (1815-1878), homme politique né et décédé à Bagnols-sur-Cèze, député du Gard de 1876 à 1878.
- Albert André (1869-1954), peintre, ami proche d'Auguste Renoir, conservateur du musée de Bagnols-sur-Cèze.
- Albéric Pont (1870-1960), dentiste et directeur d'établissement d'étude.
- Raymond Clauzel (1871-1934), journaliste et écrivain, né à Bagnols-sur-Cèze.
- Fernand Jarrié (1899-1996), homme politique français, adjoint au maire de Bagnols-sur-Cèze.
- Georges Candilis (1913-1995), architecte en chef de l'extension de la ville pour le compte du CEA (1956-1961).
- Jacques Euzéby (1920-2010), vétérinaire et médecin, membre de l'Académie nationale de médecine et de l'Académie vétérinaire de France, né à Bagnols-sur-Cèze.
- Georges Benedetti (1930-2018), homme politique.
- Henri Moline (1933-2003), réalisateur et un ingénieur du son français décédé à Bagnols-sur-Cèze.
- François-Bernard Michel (1936-), médecin et écrivain, né à Bagnols-sur-Cèze en 1936.
- Jean-Paul Fargier (1944-), écrivain, réalisateur de télévision et de cinéma, universitaire, théoricien et critique de cinéma et d'art-vidéo.
- Michel Briand (1956-), joueur de pétanque, né à Bagnols-sur-Cèze.
- Thierry Cazals (1962-), écrivain, né à Bagnols-sur-Cèze le 11 décembre 1962.
- Christophe Chaintreuil (1964-), joueur professionnel de football né à Bagnols-sur-Cèze ; il a joué notamment au FC Sochaux, à l'AS St-Étienne et au FC Martigues.
- Pascal Terrasse (1964-), homme politique.
- Thierry Champion (1966-), joueur et entraîneur de tennis, né à Bagnols-sur-Cèze.
- Lionel Perez (1967-) est un ancien footballeur français né le 24 avril 1967 à Bagnols-sur-Cèze. Il était gardien de but.
- Guillaume Raoux (1970-), joueur de tennis professionnel né à Bagnols-sur-Cèze, il a notamment remporté la Coupe Davis 1996.
- Laurent Pionnier (1982-), gardien de but au Montpellier Hérault SC.
- Stéphane Paut, alias « Neige » (1985-), auteur-compositeur multi-instrumentiste, créateur du groupe Alcest et du style musical blackgaze.
- Angélique Quessandier (1986-), judokate française, médaille de bronze aux Jeux paralympiques d'été de 2004 et de 2008.
- Khalid Boutaïb (1987-), footballeur franco-marocain né à Bagnols-sur-Cèze.
- Yohan Benalouane (1987-), footballeur franco-tunisien né à Bagnols-sur-Cèze.
- Éric Bauthéac (1987-), milieu offensif du Omonia Nicosie[60].
- Malik Bentalha (1989-), humoriste du Jamel Comedy Club.
- Sandie Toletti (1995-), joueuse de football.
- Antonin Bobichon (1995-), footballeur professionnel né à Bagnols-sur-Cèze.
- Lucas Tronche (1999-2015), adolescent porté disparu en 2015 à Bagnols-sur-Cèze dont les ossements ont été retrouvés dans cette même commune en 2021.

## Héraldique
| Blason de Bagnols-sur-Cèze | Blason  | De gueules aux trois tinettes suspendues chacune à un anneau du même par trois cordons aussi d'or, au chef cousu de sinople chargé de trois fleurs de lys d'or. |
| Blason de Bagnols-sur-Cèze | Détails | Les trois tinettes ou cuvettes d'or sont une allusion à l'étymologie traditionnelle du nom de la ville, autrement dit à la présence de sources thermales. Les trois fleurs de lys d'or sur fond vert (« de sinople ») sont celles des rois de France. Elles auraient été rajoutées ensuite, et elles auraient d'abord été sur fond bleu (« d'azur »), à l'image des armes de la maison de France. |